# Архітектура

Брунеллескі, додаючи купол до Флорентійського собору (Італія), на початку 15-го століття не тільки змінив будівлю і місто, а й роль та статус архітектора

Архітекту́ра (грец. αρχιτεκτονικη — будівництво) — мистецтво проєктування, спорудження та художнього оздоблення будов , а також продукт такого проєктування.

## Визначення
«Архітектура є втіленням культурних процесів, матеріальною оболонкою функцій та ідей — архітектура огортає та формалізує заняття та прагнення людства, стилістично виражає світогляд і характер, життєві звички та ідеали історичної чи етнічної групи, покоління, соціального класу, особистості».

## Розвиток архітектури
До новітньої доби в архітектурі канонічними та навіть взірцевими вважались архітектурні формули Вітрувія (римський архітектор та інженер другої половини 1 ст. до н. е.), що відповідали потребам свого часу (бароко, класицизм, готика, романський стиль та ін.). Саме Вітрувій обґрунтував, що першоосновами архітектури є міцність, користь та краса. За ним краса будь-якої споруди залежить від пропорцій, які мають співвідноситись із певними, визначеними ним, гармонічними відношеннями пропорцій людського тіла. Функціональні, конструктивні та естетичні якості архітектури, а саме користь, міцність та краса, — тісно взаємопов'язані. Від конструкційного рішення багато в чому залежать і естетичність творів архітектури. Споруда не тільки повинна бути міцною, але і виглядати має міцною. Надлишок матеріалу навпаки викликає враження надмірної ваги. Зорова ж недостатність матеріалу, ототожнюється з нестійкістю, ненадійністю та викликає здебільшого негативні емоції. Ці принципи потім зустрічаються у Палладіо в епоху пізнього Ренесансу.
Функціональне призначення будівлі визначалося її типом, залежно від якого обирали засоби створення певного художнього вигляду. Останній створюється за допомогою засобів архітектурної композиції. Серед її основних засобів архітектоніка, масштаб, пропорції та ритмічні відношення, пластика, фактура та кольори. Із настанням періоду модернізму (не плутати з модерном) та із розповсюдженням сучасних будівельних матеріалів та технологій, з кризою «єдиної епохи» і виникненням принципу різності культур, архітектурна форма майже незворотно стала відриватись від функції. Сьогодні форма все частіше залежить не від матеріалу, як у часи Вітрувія, а від семіотичних претензій замовника чи автора-архітектора. Формули Вітрувія стала цікавити лише студентів і «класицистів». Архітектура розвивається в різноманітних стилях надзвичайно масштабно і поширено в усьому світі, особливо цінується краса давніх звичаїв та їх модернізація.
На сучасному етапі розвитку людства архітектура становить одну з найважливіших частин виробництва (промислова архітектура — будівництво заводів, фабрик, електростанцій тощо) та матеріальних засобів існування людського суспільства (громадянська архітектура — житлові будинки, громадські споруди та інше).
Як галузь суспільного виробництва мистецтво архітектури залежить від досягнень науково-технічного прогресу, характеру виробничих відносин, від природних і кліматичних умов, художніх смаків та ін. В останні десятиліття якісні зміни будівельної техніки, створення нових конструкцій і матеріалів істотно вплинули на сучасну архітектуру. Багатогранність практичних потреб людства зумовила створення і будівництво найрізноманітніших типів і видів споруд, з яких утворюються ансамблі, комплекси та цілі міста. Виникає і розвивається містобудування — проєктування і спорудження міст. У ході розвитку архітектури окремих країн і народів, залежно від матеріальних, духовних і природних умов суспільного життя, склалися різноманітні архітектурні стилі, що визначаються своєрідністю взаємопов'язаних типів споруд, будівельних конструкцій та архітектурної форми.

## Зародження архітектури

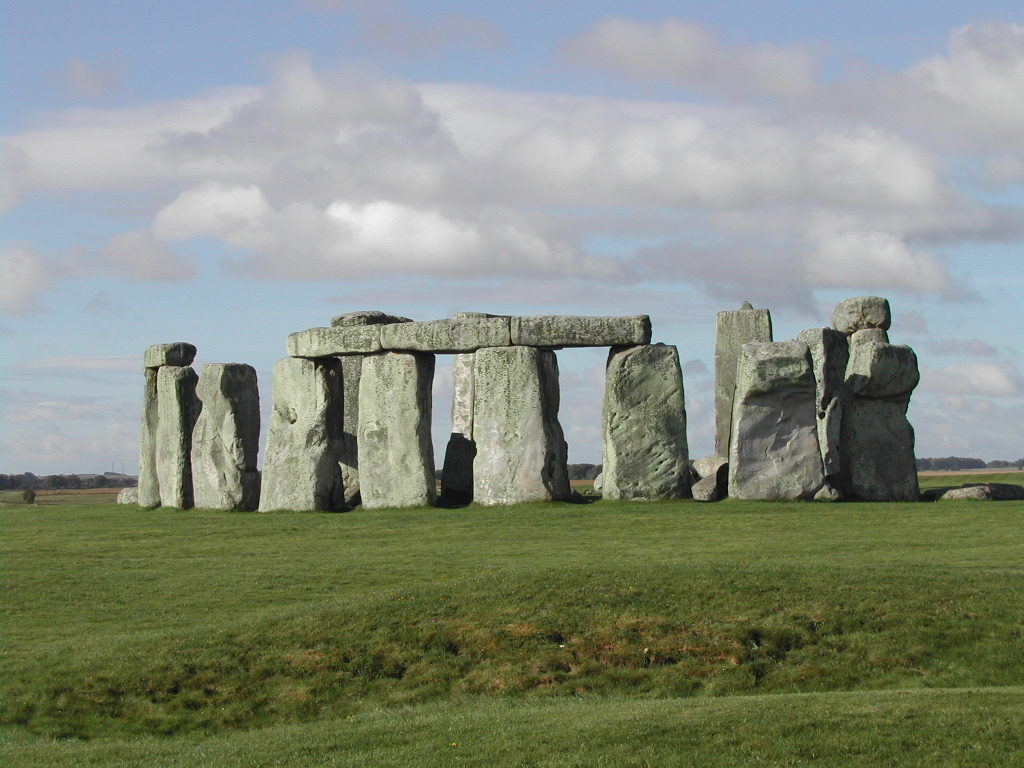
Стоунхендж, Велика Британія

В доісторичні часи в первісній архітектурі постали навики формоутворення та основних тем композицій і конструкцій, які збережені досі в традиційній народній та історичній і навіть сучасній архітектурі. Можна простежити спадковість форм від менгіру до тріумфальної колони і дзвіниці, від кургану до римського мавзолею. [Архівовано 13 лютого 2022 у Wayback Machine.] Періодизація розвитку первісного зодчества відбувадась в зв'язку з соціальним культурним поступом. Зародження архітектури відносять до доби первіснообщинного ладу у добу пізнього палеоліту (близько 10 тисяч років до н. е.), коли людство почало обживати та пристосовувати до життя природні розщелини, скелі, згодом — наслідувати та імітувати зооморфні формоутворення і лише згодом виникли перші штучно споруджені житла і поселення. Приклади доісторичних та традиційних жител засвідчують різноманіття архітектурних ідей та форм — житла стінові, каркасні, стаціонарні, мобільні, наземні, над-водні, плетені і ліплені. [Архівовано 13 лютого 2022 у Wayback Machine.]
Були освоєні найпростіші прийоми організації простору на основі прямокутника і кола, почався розвиток конструктивних систем з опорами-стінами або стійками, конічним, двосхилим або плоским балковим покриттям. Застосовувалися природні матеріали (дерево, камінь). Все це було освоєно людиною раніше, ніж з'явилась писемність.
Кінець існування первісного суспільства позначився будівництвом укріплень та городищ зі стінами або земляними валами та ровами. У мегалітичних спорудах (менгіри, дольмени, кромлехи) поєднання вертикальних та горизонтальних блоків каменю свідчить про подальше освоєння закономірностей архітектоніки (наприклад, кромлех в Стоунхенджі, Велика Британія). Варто згадати також оселі на палях у Франції, глиноплотові будинки Трипільської культури в Україні.
«Первісна доба є тою витоковою точкою, з якої походять всі подальші шляхи архітектурної типології, конструктивного різноманіття, розпланувальних схем, композицій. До сьогодення в зодчеській практиці ми використовуємо напрацьовані в первісному зодчестві основу і систематику архітектури: надзвичайна органічність і функціональність первісного зодчества, пристосованість його форм до поліфункціонального наповнення робить його актуальним досвідом. Досконалість форм первісного зодчества спричинила їх законсервованість в певних регіонах у народній традиційній архітектурі на рівні, досягнутому в первісні часи (енеоліт). Такі універсальні форми жител, зерносховищ, укріплень пережили без суттєвих змін сторіччя і тисячоліття, не зазнали впливів низки народжуваних і зникаючих стилів професійного зодчества, є актуальною сьогоденною будівельною практикою багатьох регіонів».
Визначні споруди первісної архітектури
Мегаліти та храми доби неоліту: храмовий комплекс Гебеклі-Тепе (9 тис. д.н. е., Туреччина), [[Мегалітичні храми Мальти|храми о. Мальта]] (4-3  тис. д.н. е., напр. храм Хал-Сафлієні, Хайподжіум). Хенджі та кромлехи: Торнборо-Хендж, Ейвербі-хендж; кромлехи Бродгара (о. Мейнленд, Шотландія) та Стоунгендж (Англія).
Кургани  3 тис.д.н. е.: Ньюгрейндж (Ірландія), Мейсхау (о. Мейнленд, Шотландія) та Сілбері-хілл (Велика Британія). Японські кургани «кофун» — комплекс курганів у м. Сакаї біля Осаки (4-6 ст.) Царский курган в Керчі (Крим, Україна, IV ст. до н. е.). Китайські кургани, зокрема Маолін біля Сіаня (2-1 ст. д.н. е.).
Скельне житло індіанців (прото-пуебло, 6-8 ст., Меса-Верде, Колорадо, США) та пуебло Боніто і пуебло Унго-Павіє (Мексика, 700—1300 рр.).
Традиційні житла, шалаші, навіси і хижі жителів лісів Амазонії та племен Африки. Традиційні будинки на воді південно-східної Азії (наприклад, поселень дельти річки Меконг у В'єтнамі). Житла кочових племен степної Азії (юрти монголів та казахів) та північних заполярних народів (будинки народу саамі, чуми, іглу та вігвами); Традиційні будинки народів Індонезії (народу сасак «sasak» з острову Ломбок та обрядові «будинки духів» Тораджаленд, острів Сулавесі).

## Архітектура рабовласницької доби

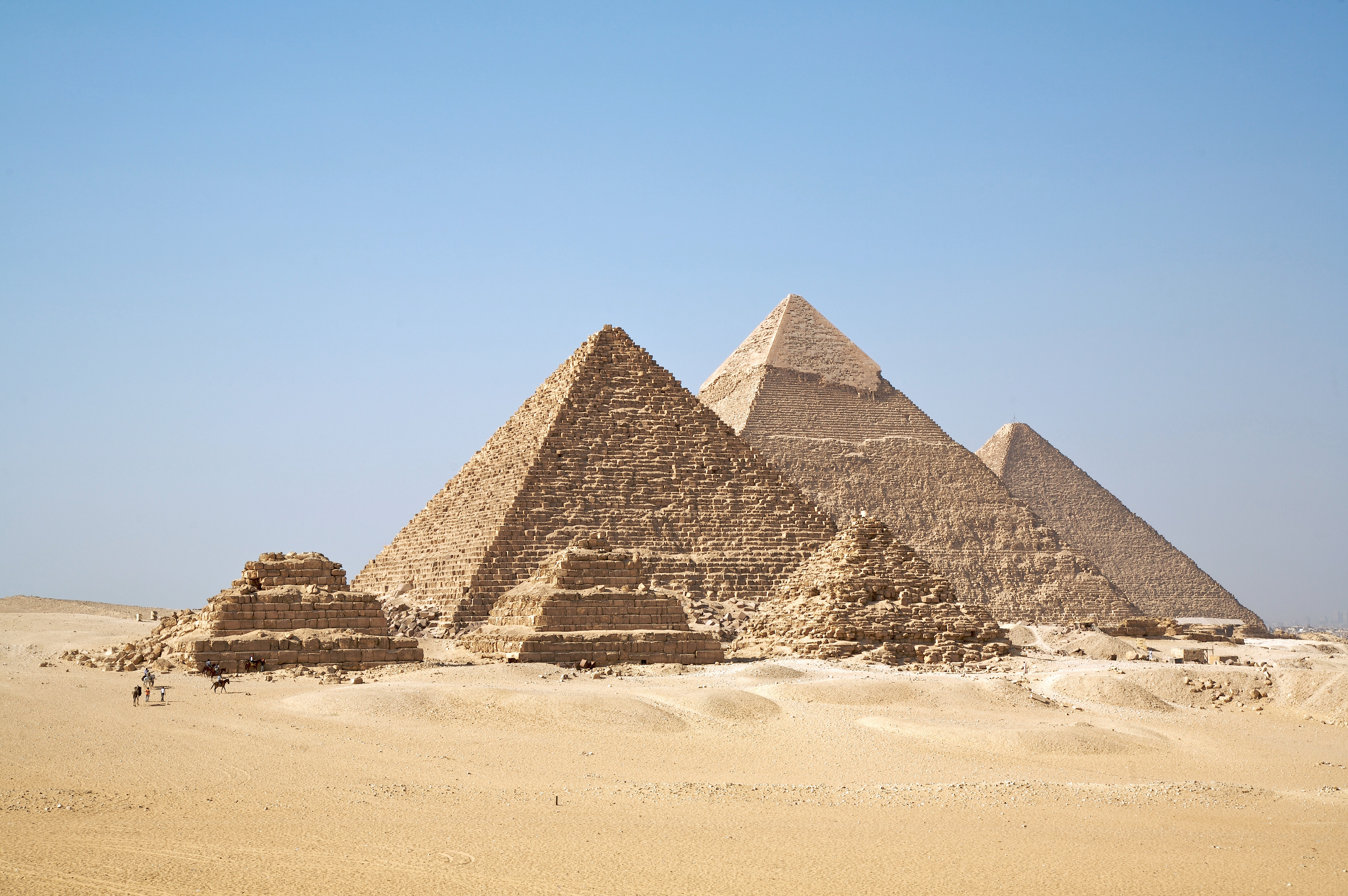
Піраміди в Гізі

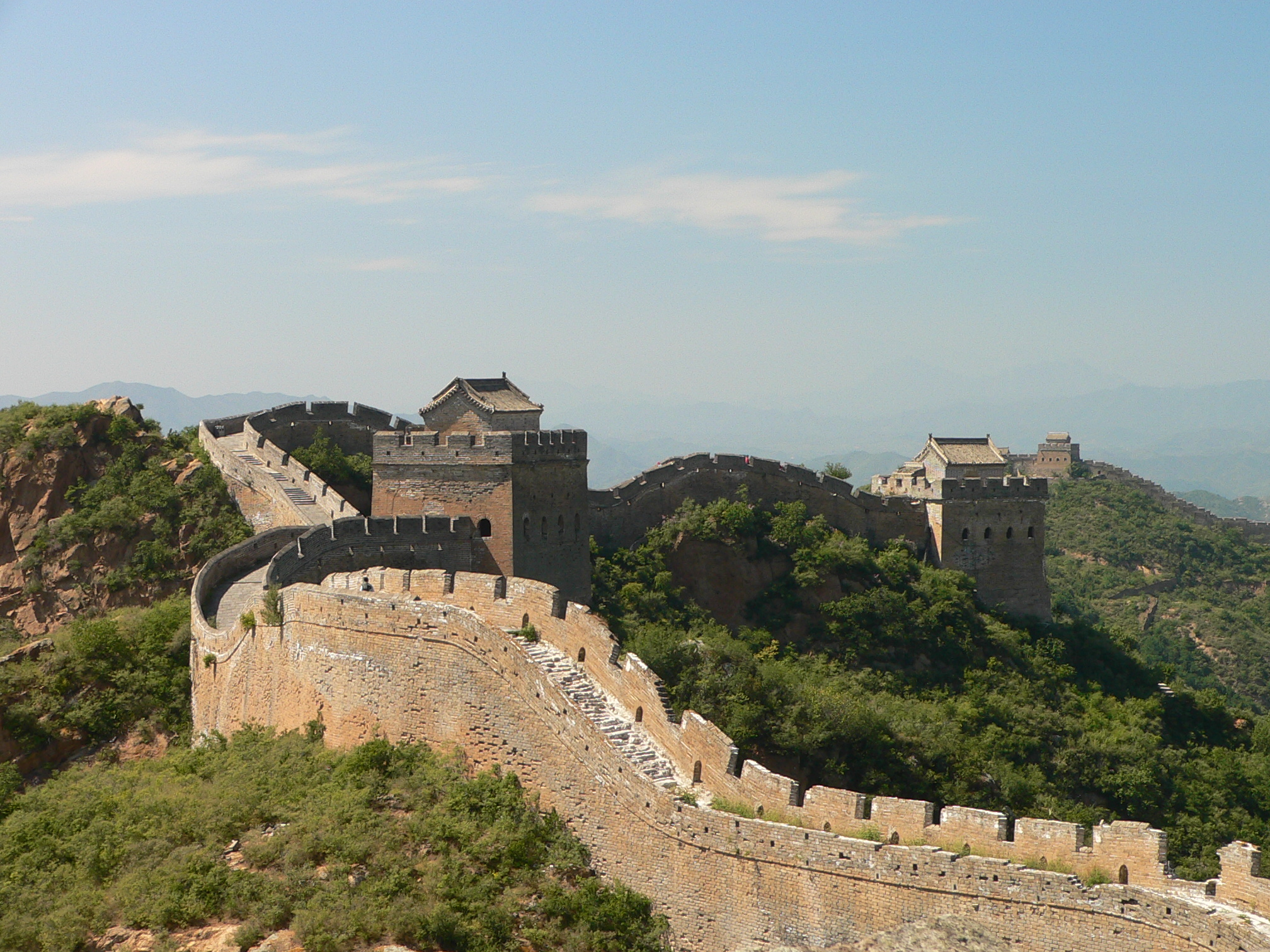
Великий китайський мур

Із виникненням держави склалася і нова форма поселення — місто як центр управління та центр ремісничого виробництва і торгівлі. Збільшувалася кількість типів будівель, різниця між якими стало визначатися не тільки їх функцією, але і призначенням для панівного класу або експлуатованих мас. Із виділенням класів у суспільстві, визначальними для архітектури стають суспільні відносини, а не взаємини людини з природою.
Зосередження у руках нечисленної керівної верхівки великих рабовласницьких деспотій, осередків влади та матеріальних ресурсів, а також експлуатація величезної кількості рабів у поєднанні з певними успіхами у галузі науки та техніки, стали підґрунтям будівництва великих іригаційних споруд, монументальних палаців і храмів, покликаних затверджувати непорушність і могутність влади божества, та обожнювання правителів.
Будівництво величних будівель, переважна масивність конструкцій ґрунтувалися на величезних витратах примітивної фізичної праці. Проте, створення таких споруд свідчить про накопичення будівельного досвіду, про складені принципи композиції будівлі та ансамблю. В архітектурних творах Стародавнього Сходу виявляються певні закономірності композиції, розуміння симетрії, ритму. В архітектурних образах відбито ідею затвердження могутності та непохитності рабовласницького ладу.

### Визначні споруди
- Єгипет, піраміди в Гізі
- храми в Луксорі та Карнаці Стародавнього Єгипту (3-2 тисячоліття до н. е.)
- фортифікації, палаци та зикурати Ассирії та Вавилону (9-7 століття до н. е.)
- печерні храми, Аджанта
- «ступи» Індії (3-1 століття до н. е.)
- Великий китайський мур, визнаний одним із семи нових чудес світу — в основному споруджений в 4-3 століттях до н. е.
- укріплення, храми-піраміди і палаци ранньокласових культур стародавньої Америки.

## Архітектура античної Греції

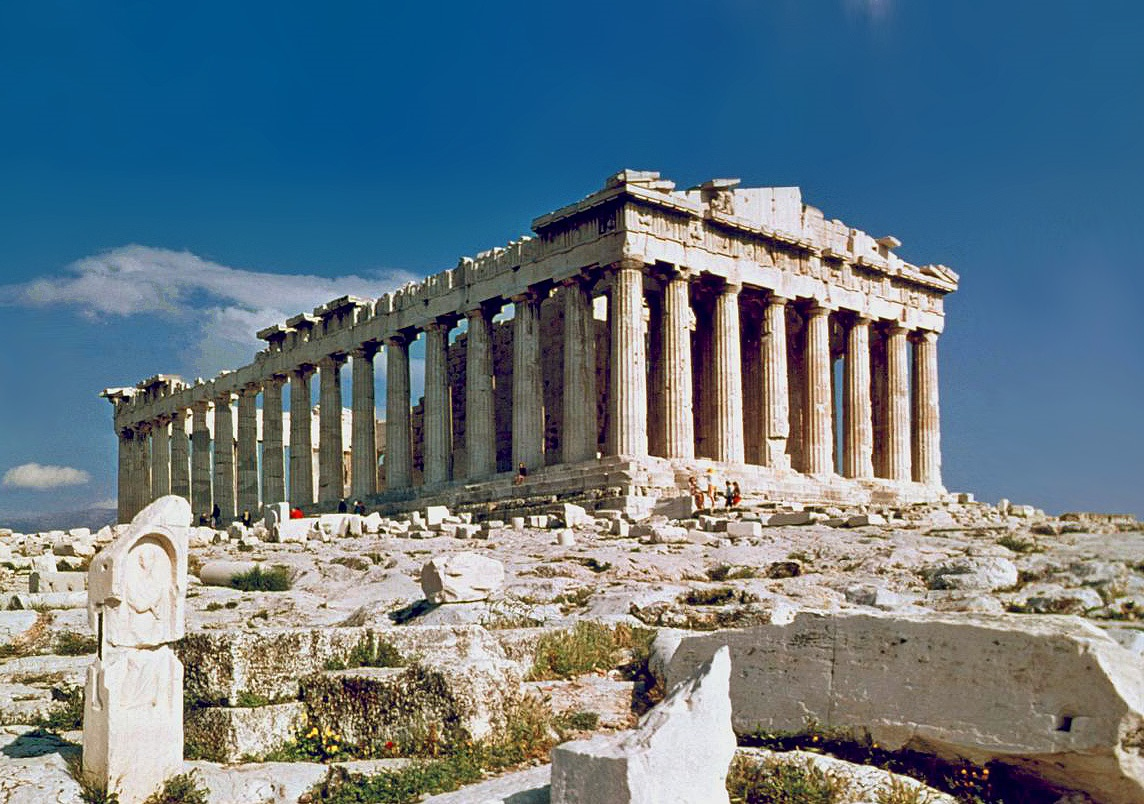
Парфенон, Афінський акрополь

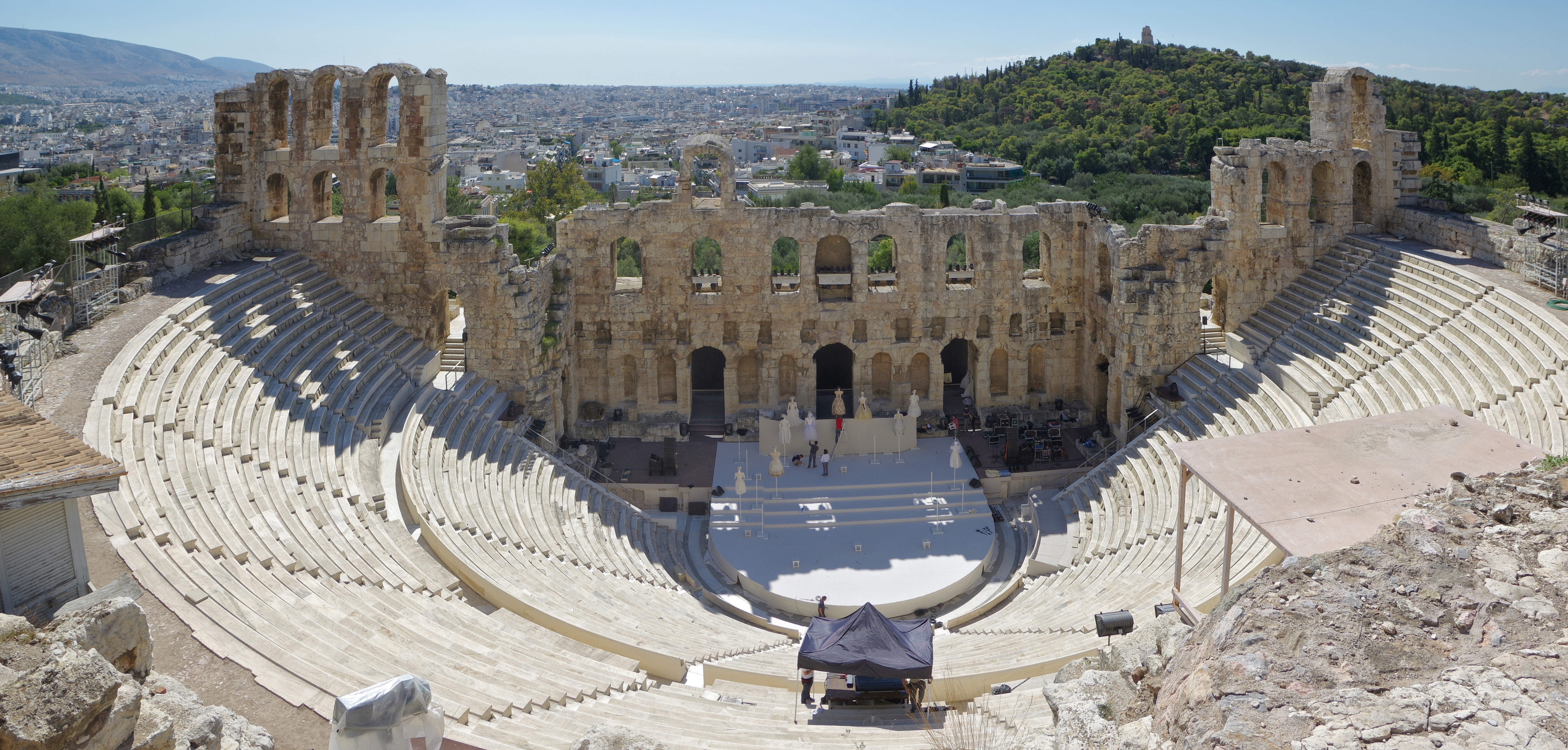
Одеон Ірода Аттичного, Афіни

В умовах демократії Стародавньої Греції вперше створюється цілісне середовище міст-держав — полісів. Розвивається система регулярного планування міста, з прямокутною сіткою вулиць та головною площею — агорою — центром торгівлі і громадського життя. Був розроблений тип житлового будинку із приміщеннями, зверненими до внутрішнього просторового ядра — перистиль.
Культовим та архітектурно-композиційним центром давньогрецького міста був акрополь із храмом, присвяченим божеству, покровителю міста. Класично завершеним типом храму став периптер. Найяскравішим його прикладом вважається головний храм Афінського акрополя — Парфенон 5 століття до н.е.. Невпинний розвиток громадського життя давньогрецького поліса породив такі типи споруд, як театр, стадіон тощо. Так в Афінах з'явились Театр Діоніса, а пізніше Одеон Ірода Аттичного, унікальний мармуровий стадіон Панатінаїкос.
Мірою краси і гармонії, пропорційності і масштабу будівель і споруд є людина. У часи розквіту Стародавньої Греції більшість храмів і великих громадських будинків споруджувалася з мармуру.
На основі естетичного осмислення стійко-балкової конструкції у Стародавній Греції створюється ордерна система архітектурної композиції, в якій гармонійно поєднались висока художність архітектурних форм з досконалістю конструкцій та матеріалу. Саме так, «корисність» і «краса» архітектури матеріалізувалися в давньогрецькому храмі у пластичних формах, що незалежні одна від одної. До того ж, його об′ємно-просторова композиція має ясно виявлену осьову побудову і розрахована на динамічне сприймання її «краси» з багатьох точок зору у русі і часі.
Еллінські майстри архітектури у 5-6 ст. до н. е. створили цілісну композиційну систему архітектурного ордера (від лат. ordo — ряд, порядок). У давньогрецькій архітектурі розрізняють доричний, іонічний і корінфський ордери. Художня цілісність грецького ордера настільки довершена, що він отримав здатність відтворюватися як самостійна композиційна система, яка додається до фасаду або інтер′єра споруди задля краси. Таким чином, у самій суті архітектури Еллади була закладена можливість застосування професійних засобів виразності, що незалежні від функціонально-конструктивної основи будівель і споруд.

### Визначні споруди
- Ансамбль Афінського акрополя: Парфенон, Пропілеї, Храм Ніки Аптерос, Ерехтейон, Театр Діоніса
- Одеон Ірода Аттичного
- стадіон Панатінаїкос
- Храм Зевса Олімпійського
- Храм Гефеста Афінської агори
- театр в Епідаврі
- Толос у Дельфах.

## Архітектура Стародавнього Риму

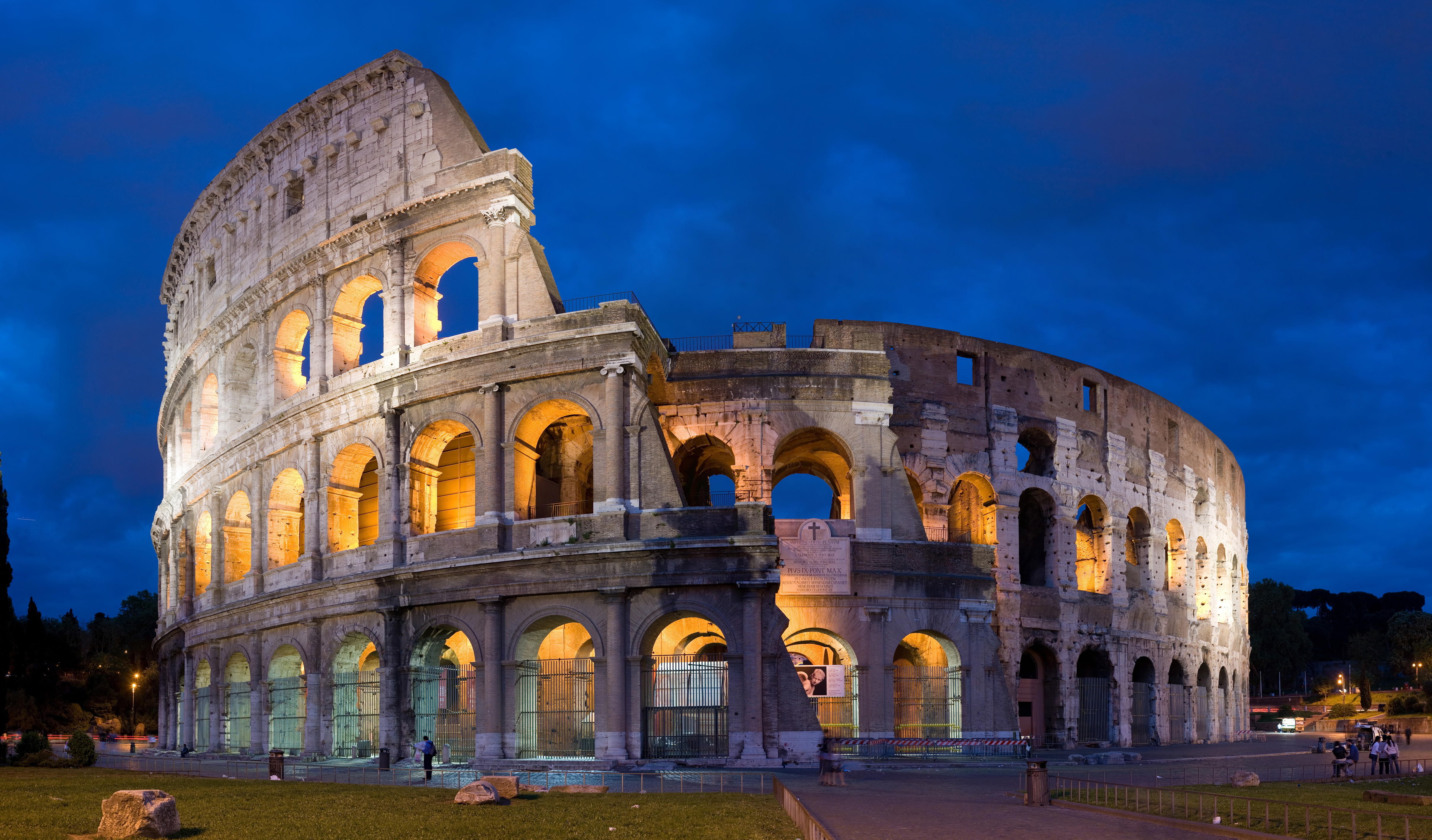
Колізей, Рим

У Стародавньому Римі, величезній середземноморській державі, архітектура успадкувала традиції грецької, провідного значення набули споруди, що відображали могутність римської республіки (пізніше — імперії), а також задовольняли потребам рабовласницької держави. Розширилося коло інженерних споруд, досягло великої досконалості будівництво мостів та акведуків. Для зведення масштабних будівель велику роль відіграло впровадження нових будівельних матеріалів, зокрема бетону.

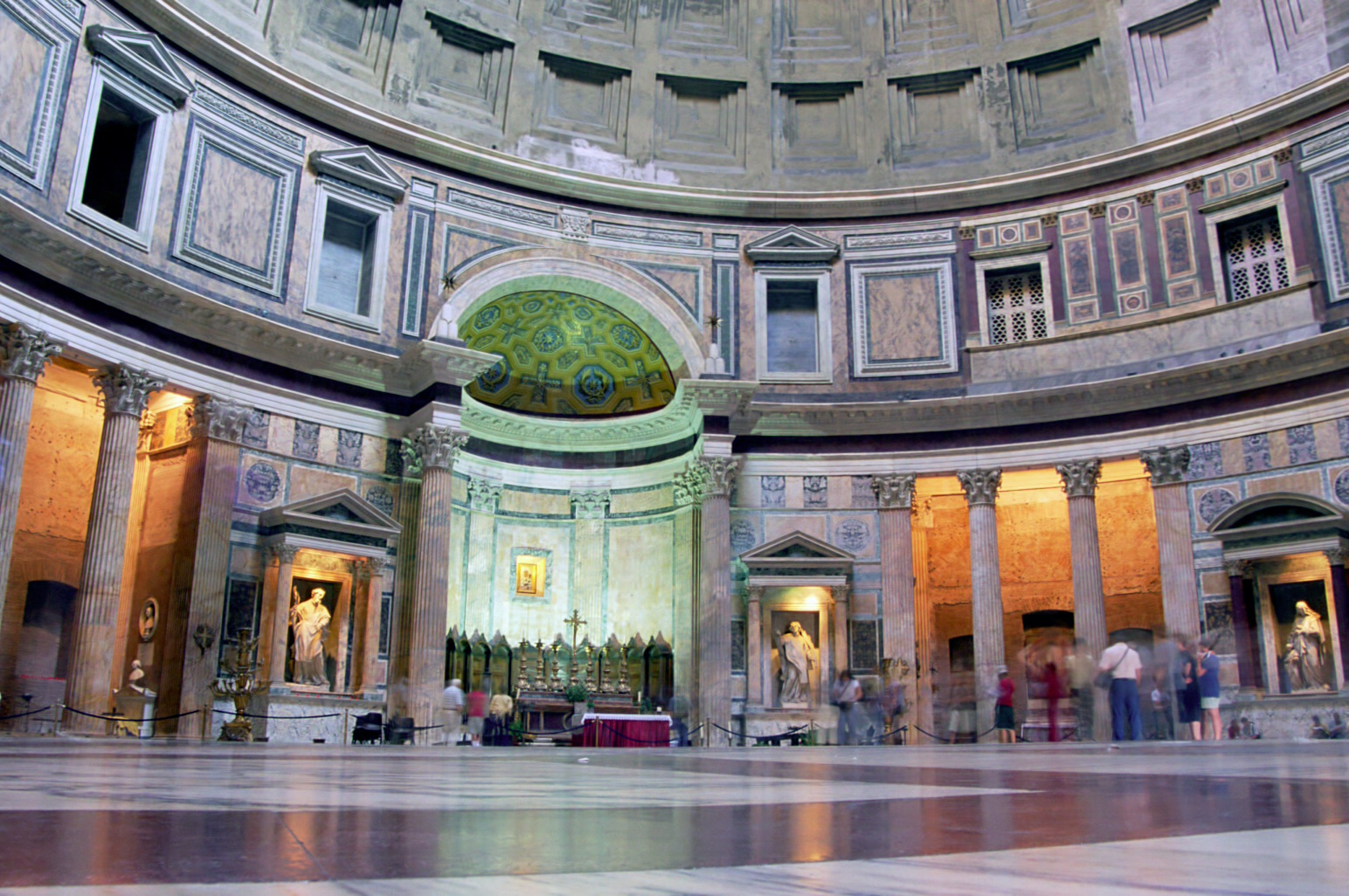
Інтер'єр римського Пантеону

Були розроблені раціональні методи будівництва, яке зрештою набуло гігантського розмаху. Створювалися великі ансамблі (громадські центри — форуми) та громадські споруди, розраховані на величезні маси народу: амфітеатри (Колізей у Римі), театри, терми, криті ринки, базиліки. Тип житлового будинку із приміщеннями, зверненими до внутрішнього замкненого простору (атрій, перистиль), був розвинутий та вдосконалений. У перенаселених містах виникли 5- та навіть 6-поверхові житлові будинки для незаможних — інсули. Отримали широке застосування арочні та склепінчасті конструкції (храм Пантеон в Римі, накритий величезним куполом), які розвинулись також в архітектурі елліністичної Парфії.
Архітектура Римської імперії від суворих і доцільних переходить до великовагових, пишних, іноді перебільшених форм, ускладнених поземних планів. Посилюються елементи декоративності, зовнішньої виразності споруд. Архітектурний ордер став невіддільним від уявлення про прекрасне в архітектурі.

### Визначні споруди
- Колізей, Рим
- Храм Пантеон у Римі
- Башта Геркулеса
- Давньоримська арена в Арлі
- Купальні (терми) Діоклетіана
- Римський міст у місті Шавеш, Португалія.

## Архітектура доби феодалізму

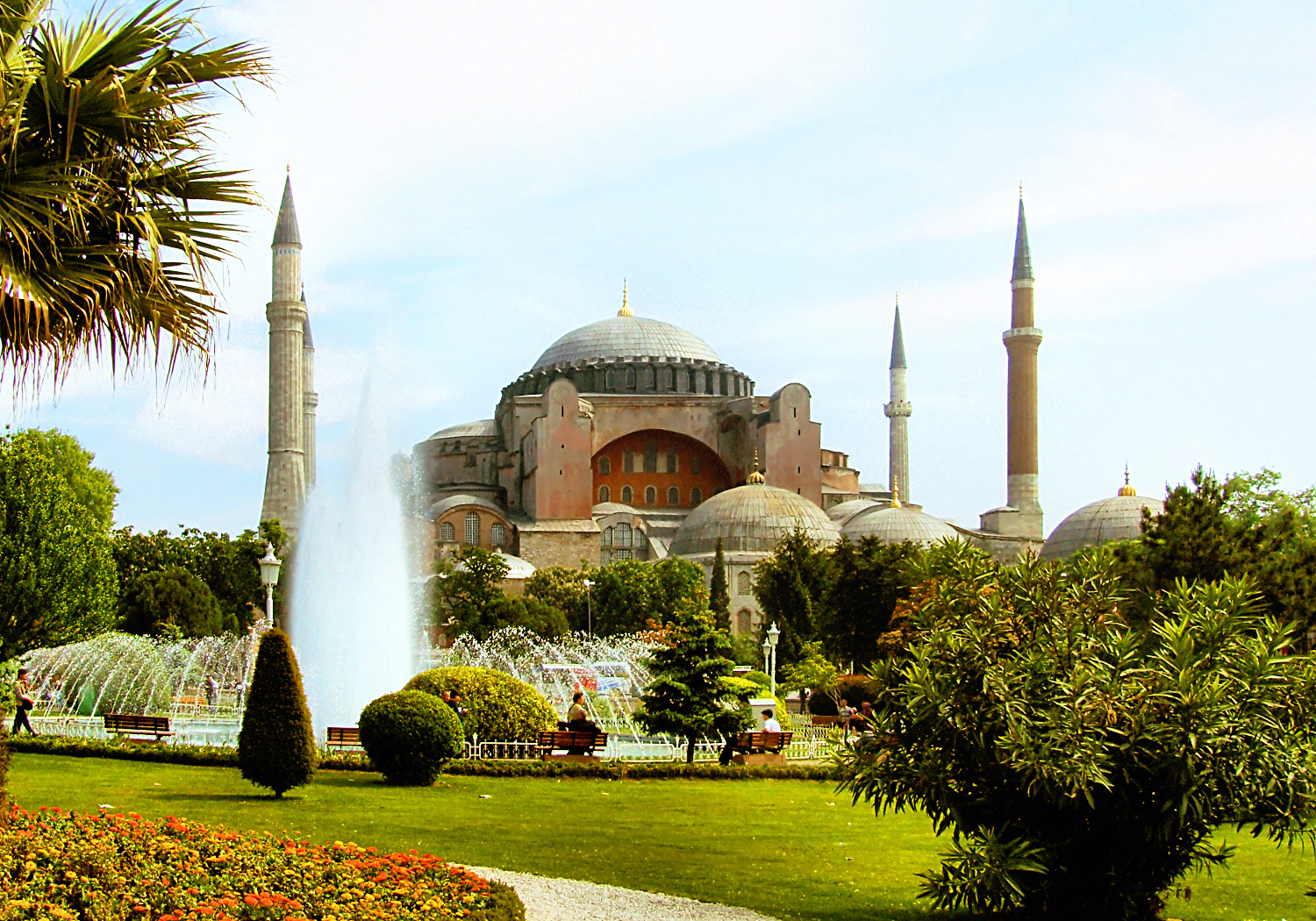
Собор Святої Софії, Константинополь

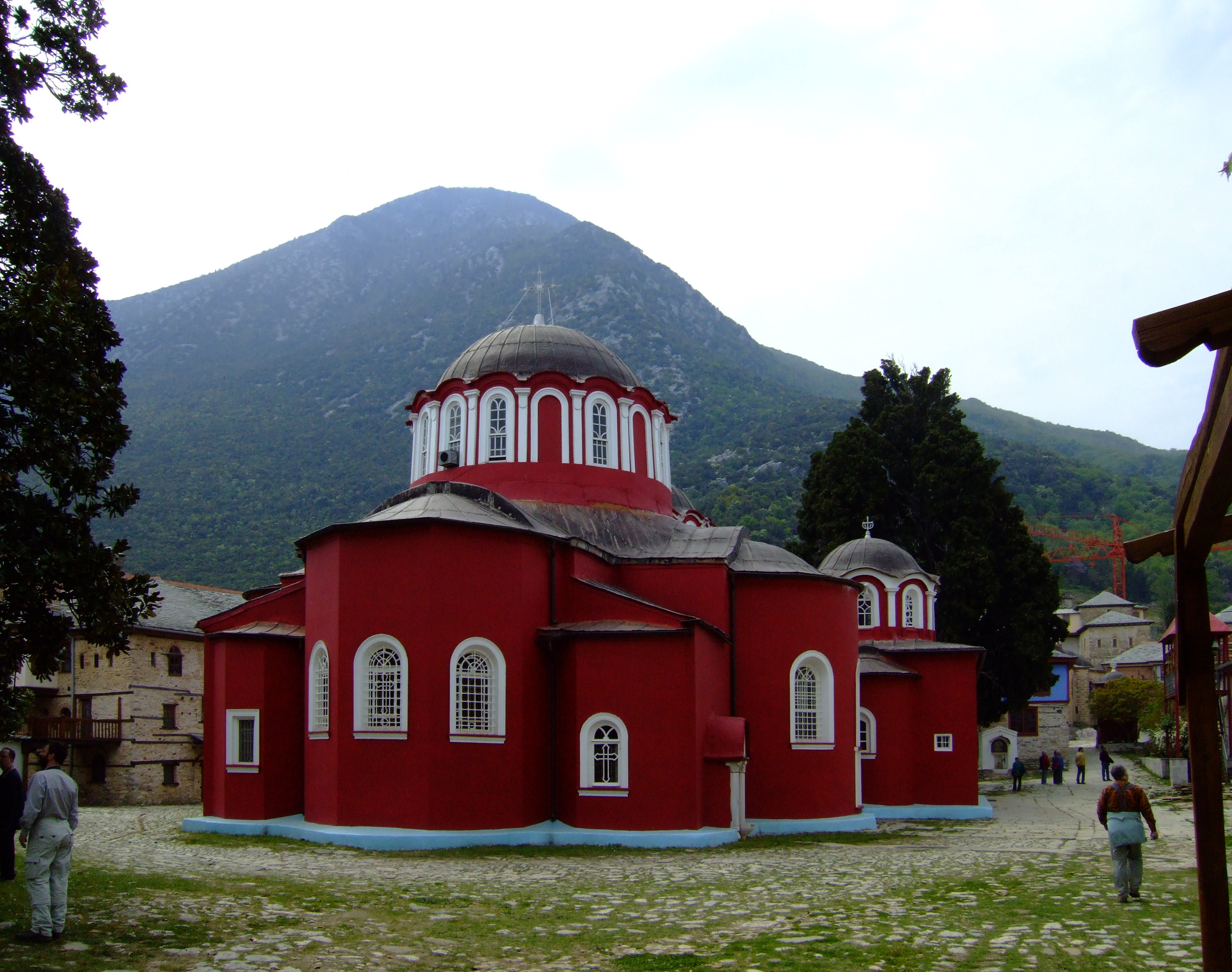
Католікон, Велика лавра, Афон — яскравий приклад хрестово-купольного храму

В епоху феодалізму архітектура розвивається на основі більш диференційованого поділу праці. Праця рабів змінюється діяльністю ремісників-професіоналів. За феодалізму область розповсюдження монументальної архітектури значно розширюється, охоплюючи Європу, Азію, більшу частину Африки, частину Америки. Проте нерівномірність розвитку, вплив місцевих умов і традицій на архітектуру епохи феодалізму справляли значніший вплив, ніж на архітектуру рабовласницьких цивілізацій.
Феодальні війни змушували до широкого розвитку фортифікаційних споруд, які захищали міста і резиденції феодалів (замки і палаци Франції, Німеччини, Іспанії та інших європейських країн), Середньої Азії та Закавказзя (російські Кремль та монастирі-фортеці).
Епоха середньовіччя є переконливим прикладом органічності архітектурного процесу і стилестановлення. Сформовані релігійними кордонами стилі архітектури православного, католицького, ісламського, індуїстського, буддійського ареалів розвивались згідно життєвих ідеалів та побутових звичаїв свого населення.

### Архітектура Візантії
Візантійська культура змінює в історичному поступі античніость, випереджає по хронології, а згодом співіснує з сусідніми середньовічними культурами — ісламською та європейською західнохристиянською.
Ідеологічне панування релігії дало поштовх широкому будівництву культових споруд. Новим завданням, яке вирішила архітектура Візантії, було формування внутрішнього простору християнських храмів, здатних вміщувати тисячі прочан, а також створення в них особливого середовища.
Поряд з успадкованими від Рима типами базиліки та центрично-купольними будівлями формувалися купольні базиліки та хрестово-купольні храми. Сферичні купола поєднувалися з прямокутною в плані системою опор. Конструкція отримувала ясний вираз в архітектурній формі хрестово-купольних храмів. Важливим для становлення стилю візантійської архітектури є поява та розвиток в певні періоди окремих регіональних шкіл: в ранньовізантійський період — єгипетської, грецької, сирійської, столичної, з незначними взаємовпливами; в середньовізантійський час — шкіл столичної, малоазійської та грецької, де дві останні — провінційні, які наслідують та інтерпретують столичні взірці; в пізньовізантійську добу — грецьких шкіл Містри та Салонік. Архітектура Візантії справила широкий вплив на зодчество слов'янських держав на Балканах (Болгарії, Сербії), Закавказзя (Вірменії, Грузії) та Давньої Русі.
Дослідниця візантійської архітектури О. О. Горбик виділяє ряд морфологічних ознак архітектури візантійського стилю та формулює досягнення та найвизначніші стильові риси архітектури Візантії. Характеризуючи візантійську архітектуру, зазначає: «Візантійська історія архітектури мала триступеневу еволюцію. …Протягом періодів архітектура, розрахована на масовість і, відповідно, великий прольот, змінюється на камерну, з блокуванням окремих однопостірних складових; діаметр куполів храмів зменшуються від тридцяти до трьох метрів. Але між цими крайніми варіантами (єдинопростірної великопрольотної системи і системи невеликих окремих монопросторів) у візантійській архітектурі була створена оригінальна прогресивна система сполучень взаємоузгоджених просторів, ієрархічної центричнокупольності (в явищах хрестовокупольного храму та храму-тетраконху). Інтер'єрна та ансамблева просторові композиції були у візантійській архітектурі пріоритетними, але від другого періоду, а особливо в кінцевий період стильового розвитку, об'ємна та фасадна композиції перестали бути другорядними, стали важливими образотворчими складовими архітектури, отримали самобутню стилістику: на основі давньоримської арки був створений цілком оригінальний сортамент архітектурних елементів та деталей, основними з яких стали глухі аркади та куполи. Головним здобутком візантійського зодчества стала розробка центричної композиції храмобудування, на основі купольного перекриття головної частини храму. Знаний та використовуваний і в інших, раніших та пізніших культурах, для Візантії купол стає головною темою архітектурної думки, основою архітектурного формогенезу, символом і емблемою самої візантійської культури (як для античного Риму аркада, а для античної Греції — ордерна колонада)».

#### Визначні споруди
- Собор Святої Софії в Константинополі
- Церква Дванадцяти апостолів
- Мірелейон
- Базиліка Сант-Аполлінаре-Нуово, м. Равенна, Італія
- Монастирі Святого Афону
- Ротонда Святого Георгія, Салоніки, Греція.
- Церква святої Ірини, Стамбул, палац Топкапи
- Церква Хора, Стамбул

### Архітектура феодального Сходу

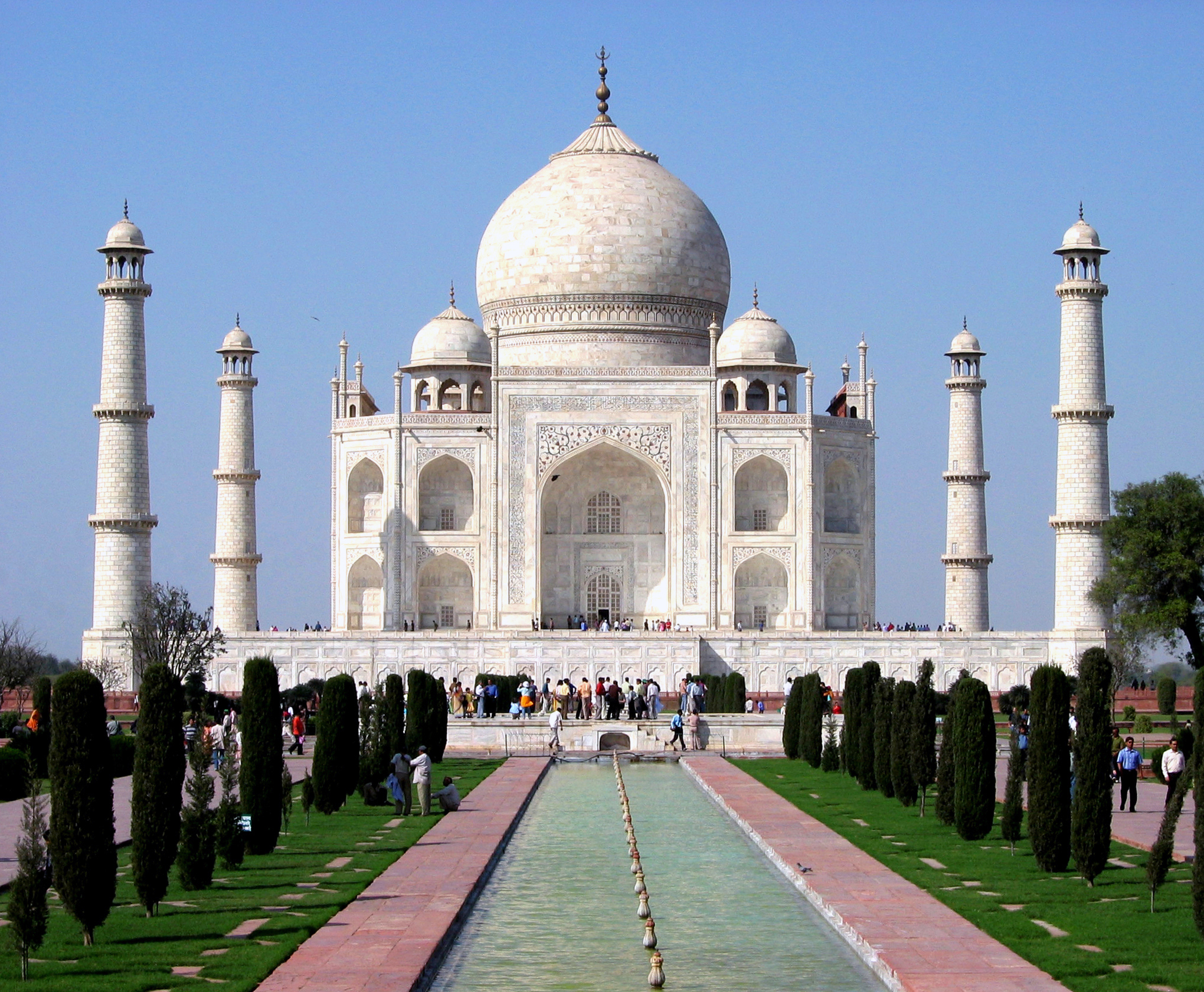
Тадж Махал, Індія

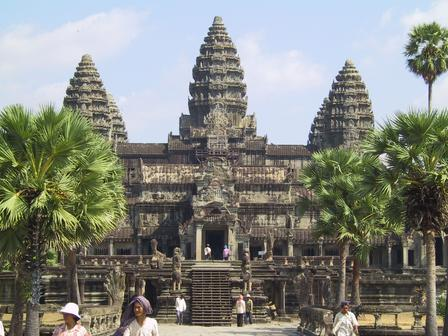
Ангкор-Ват, Камбоджа

У розвиток архітектури епохи феодалізму великий внесок зробили народи арабського Сходу. Великими центрами феодальної культури були міста Середньої Азії — Бухара, Міра, Термез, Хіва, Самарканд. Їх монументальні будівлі — криті ринки, караван-сараї, медресе, купольні мечеті та мавзолеї — зводилися із обпаленої цегли з широким використанням в облицьовуванні, так званої, керамічної різьб'яної мозаїки (ансамблі Шахи-Зінда і площі Регістан, мавзолей Гур-Емір — в Самарканді). Чітка симетрія композиції виділяла великі торгові та культові споруди серед мальовничих кварталів низьких глинобитних або сирцевих житлових будівель.
Різноманіття архітектурних типів відрізняє архітектуру феодальної Індії. Прагнення до конкретності художніх образів, поклоніння пишній тропічній природі породили виняткову пластичність монументальних споруд, її зближення зі скульптурною пластикою. Під впливом індійської архітектури формувалася архітектура всієї Південно-Східної Азії (Індонезії, Цейлону, країн Індокитайського півострова).
В архітектурі Китаю регулярність планування міст доповнювалась суворою симетрією організації простору будівлі, осі яких орієнтувались за сторонами світу. Геометрична правильність тонко поєднувалася із використанням природних особливостей місцевості. Стійко-балкові дерев'яні каркаси слугували конструктивною основою житлових будинків. Каркас заповнювався цеглою або легкими дерев'яними огородженнями з решітками, що замінювали вікна. Легкість житл контрастувала з монументальністю палацових, культових та фортифікаційних споруд. Під впливом архітектури Китаю довгий час перебувала японська архітектура, де дерев'яні каркасні конструкції були доведені до високої художньої досконалості. Для архітектури Китаю і Японії характерним є майстерне використання природного та формування штучного ландшафту.

#### Визначні споруди
- Індія, Тадж Махал,

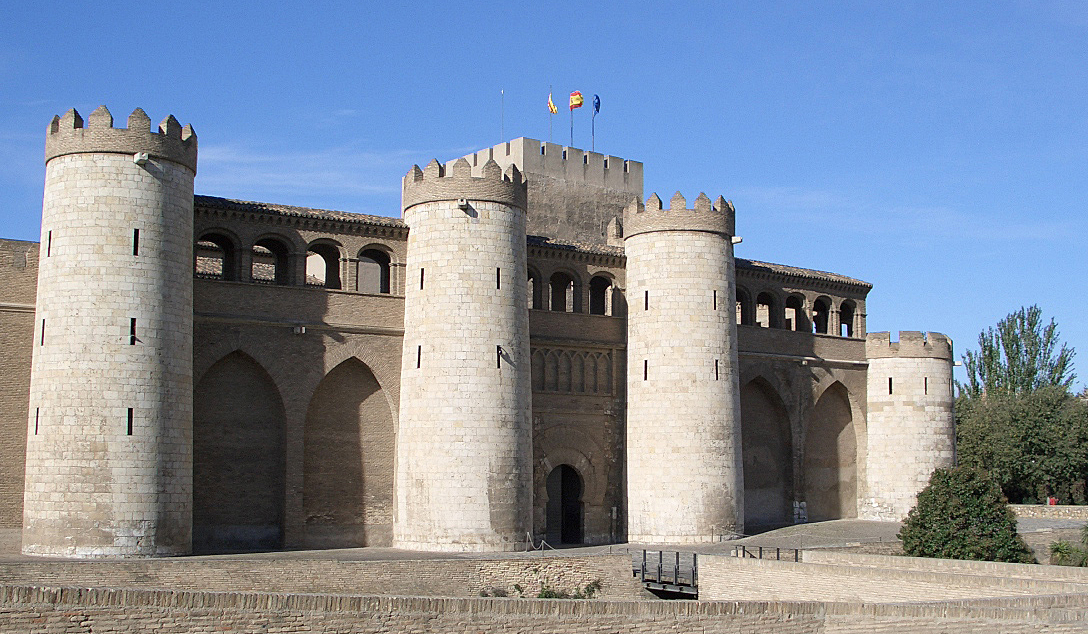
Фортеця і палац Альхаферія, Сарагоса.

- Китай, «Заборонене місто» і «Храм неба» в Пекіні
- Китай, Залізна пагода у місті Кайфен, побудована 1049 р.
- Камбоджа, храмовий комплекс Ангкор-Ват, (12 століття)
- Узбекистан, медресе на площі Регістан (15 — 17 століття) та мавзолей Гур-Емір, Самарканд
- Арабська республіка Єгипет мечеть аль-Азхар в Каїрі, (10 століття)
- Мавританська Іспанія, палац Альгамбра, (13—14 століття), Кордовська мечеть, Палац Альхаферія, Сарагоса
- Грузія, храм Свєті-Цховелі у м. Мцхеті (11 століття) архітектора Арсукісдзе[ru]
- Азербайджан Палац Ширваншахів у Баку, (16 — 17 століття).

### Європейська середньовічна архітектура

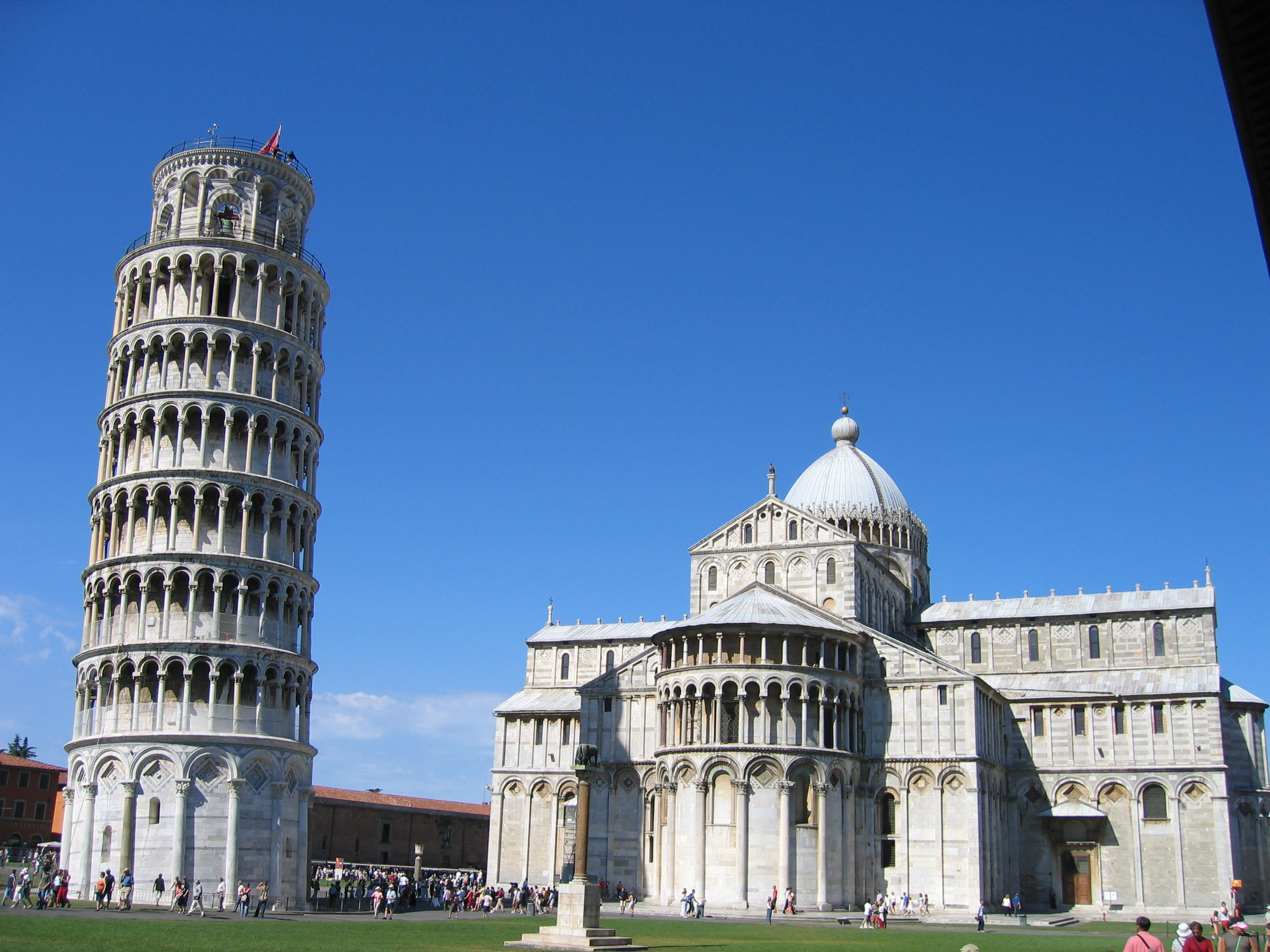
Пізанська вежа та собор

У країнах Західної та Центральної Європи із відродженням міст наприкінці 10 століття починає розвиватися тип кам'яного житлового будинку у два-три поверхи із майстернями та лавками, що традиційно розміщувались на першому поверсі. Складається архітектура романського стилю. Романський стиль увібрав численні елементи ранньохристиянського мистецтва, меровінгзького мистецтва, культури «каролінгзького відродження», а також мистецтва античності, епохи переселення народів, Візантії та мусульманського Близького Сходу). На відміну від попередніх йому тенденцій середньовічного мистецтва, що носили локальний характер, романський стиль став першою художньою системою середньовіччя, що охопила більшість європейських країн (незважаючи на викликане феодальною роздробленістю величезне різноманіття місцевих шкіл). В культовій архітектурі з'являються монастирські комплекси із замкненими дворами, оточеним аркадами (клуатри), масивні важкі храми базилікального типу. У 12 столітті вперше для декорування фасадів церков використовують скульптури та рельєфи. Найчудовішим творінням романської монументальної пластики є гігантські рельєфні композиції над порталами храмів. Сюжетами найчастіше були грізні пророцтва Апокаліпсиса і Страшного суду.

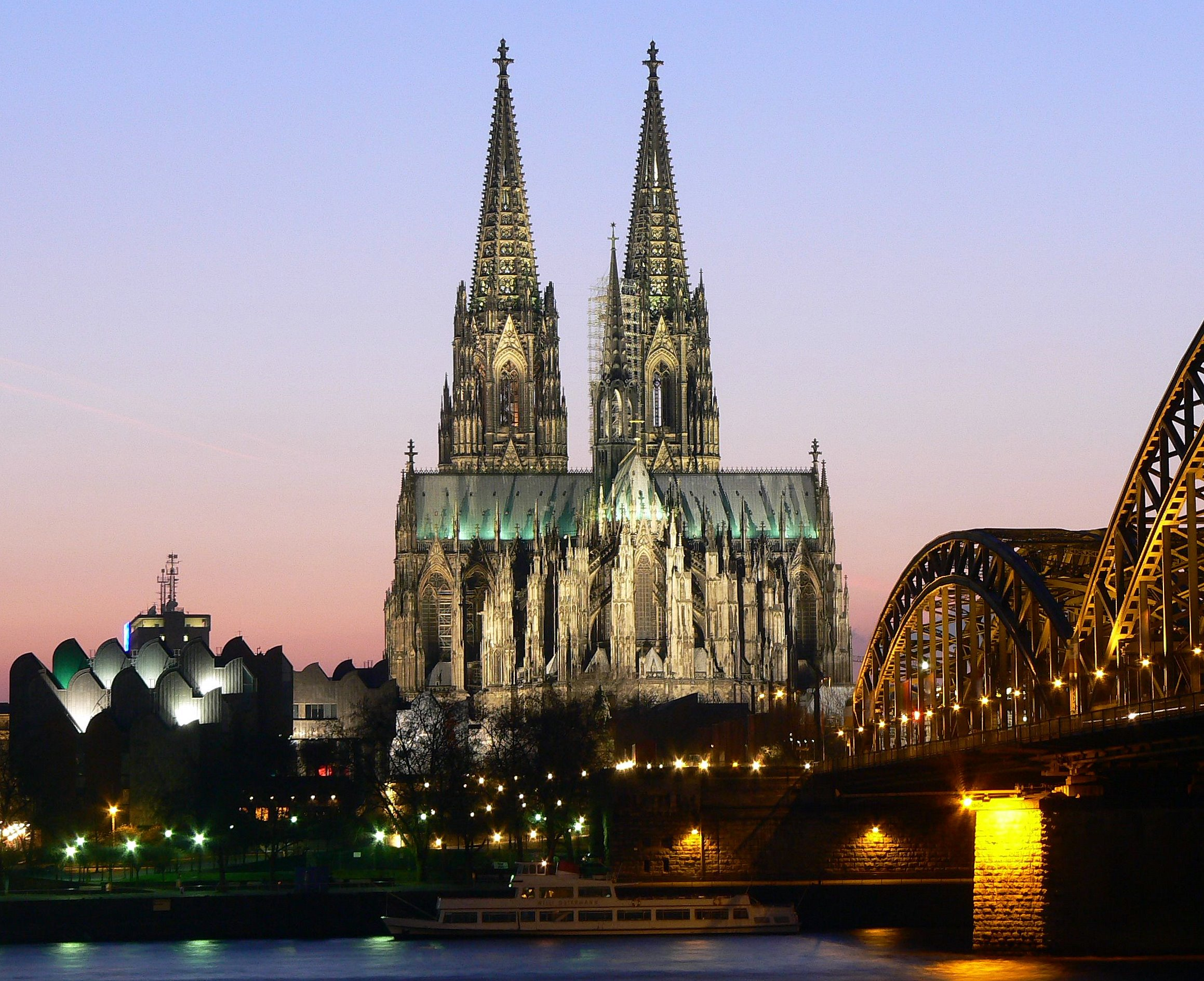
Кельнський собор

У другій половині 12 століття у Франції зародилася архітектура готики, відобразивши найвищий етап розвитку продуктивних сил феодального суспільства і посилення міст, з яким пов'язане виникнення нових типів громадських будівель (ратуші, будинки ремісничих цехів та гільдій). Масивні конструкції замінила каркасна система, в якій із граничною раціональність використовується матеріал. Звільняється простір інтер'єру, який отримує активний розвиток по вертикалі (собори в Парижі, Реймсі та Ам'єні — у Франції, в Фрейбурзі та Кельні — у Німеччині; в Кентербері — у Великій Британії; в Бургос — в Іспанії, у Празі (Чехія), Кракові (Польща)). У житловому будівництві поряд з кам'яними конструкціями застосовується фахверк — дерев'яний каркас, заповнений цеглою або каменем. Готика — це насамперед характерне устремління споруди вгору, зокрема за рахунок гострих стрілчастих шпилів, це також широке використання вітражів, це чисельні арки, багатство скульптури, оздоблення. Такі елементи надають готичним спорудам динамічності, величі.

#### Визначні споруди

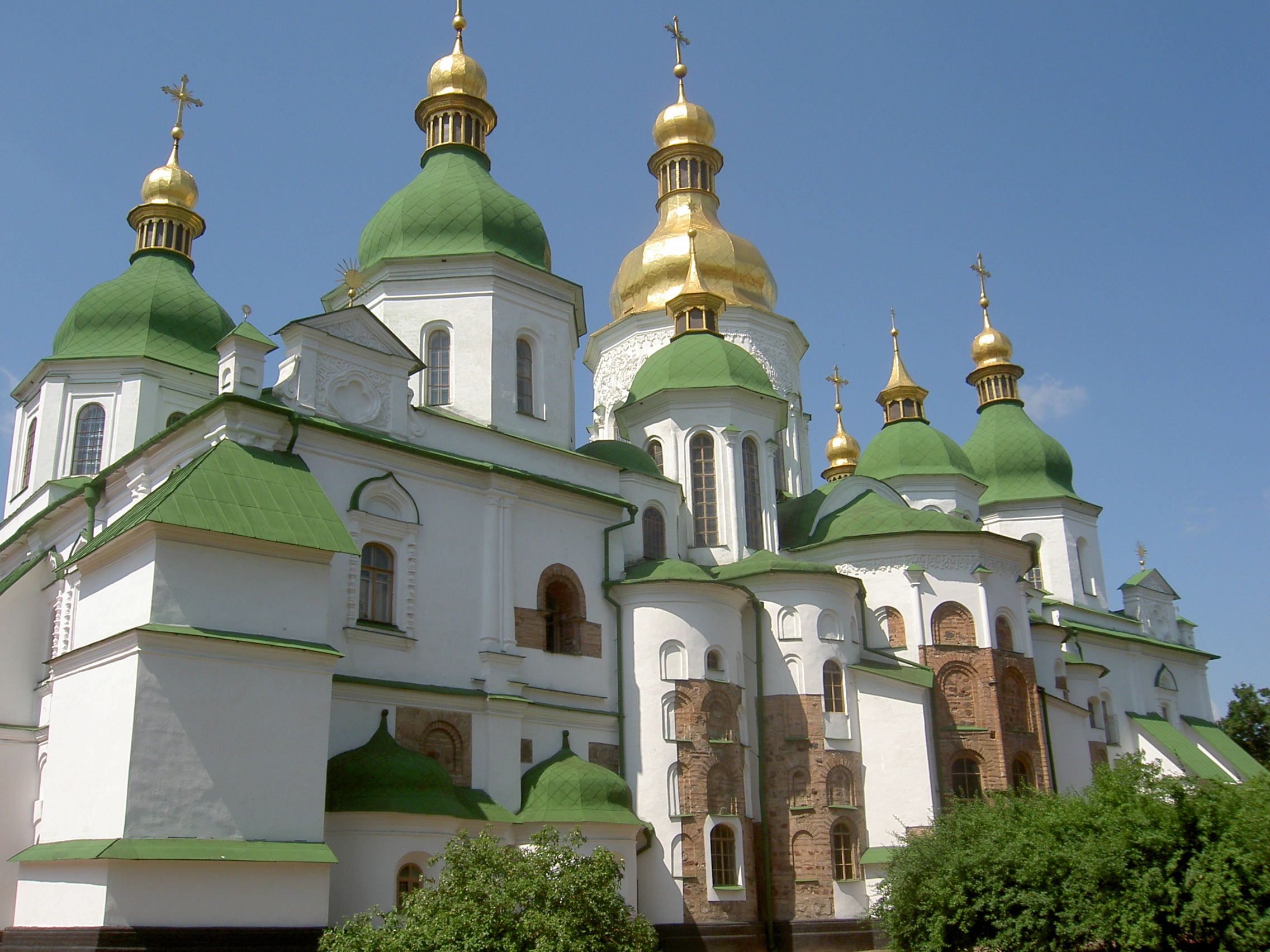
Софія Київська

- Франція, (готичний Ланський собор, готичний Собор Паризької Богоматері у Парижі, 12 ст., Реймський собор, Кафедральний собор Богоматері (Шартр))
- Італія, (Сієнський собор, Санта Марія дель Фйоре, Флоренція, собор СанМарко, Венеція)
- Італія, Пізанський собор та частково Пізанська вежа (романські), Піза
- Німеччина, (романський Бамберзький собор, Бамберг
- Німеччина (готичний Кельнський собор, 13 ст.)
- Київська Русь (Київський Софійський собор, Софійський собор, Великий Новгород, Софійський собор, Полоцьк, Білорусь, Спасо-Преображенський собор (Чернігів),Собор Бориса й Гліба (Чернігів), П'ятницька церква (Чернігів))
- Володимиро-Суздальська Русь (Успенський собор, Дмитрієвський собор (1194—1197 р.) м. Владимир, Церква Покрова на Нерлі)

### Середньовічна архітектура Київської Русі

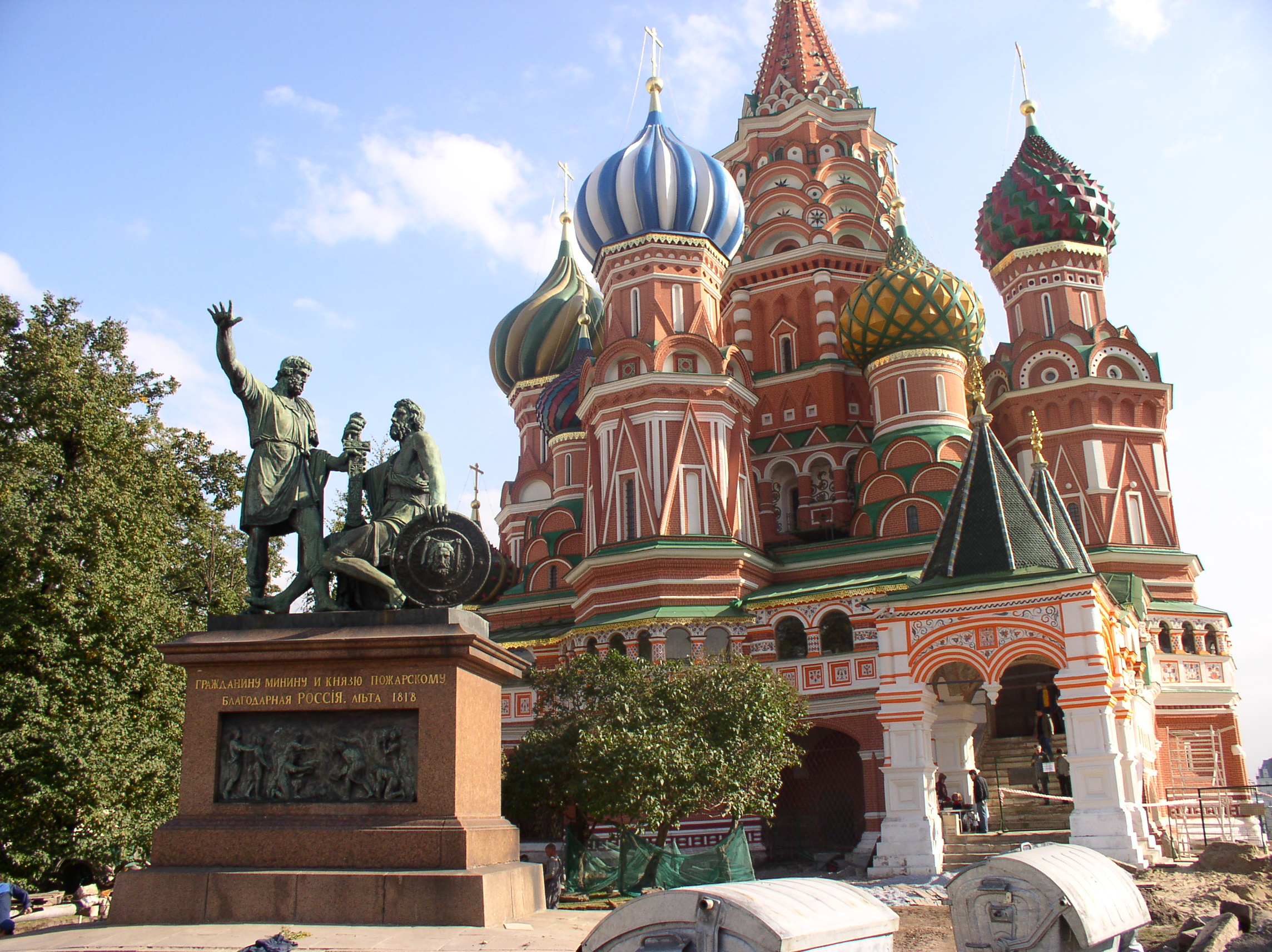
Храм Василія Блаженного

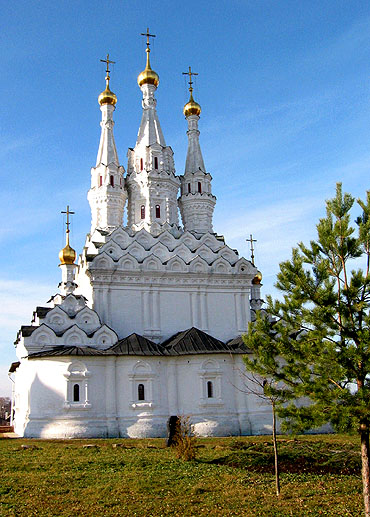
Церква Одигітрії, м. Вязьма, Смоленська обл.

З 10 століття починається розвиток монументальної архітектури давньої Русі, у великих містах зводяться грандіозні споруди — Софійський собор у Києві, Собори Святої Софії у Новгороді, Полоцьку та інших містах. В період феодальної роздробленості (12—14 століття) утворюються архітектурні школи окремих земель: Придніпров'я (П'ятницька церква в Чернігові, 12—13 століття), Володимиро-Суздальська (Успенський собор у Владимирі та церква Покрова на Нерлі, 12 століття), Новгородська та ін.
Специфічний характер архітектури регіональних староруських шкіл визначався місцевими соціальними особливостями, будівельними традиціями. Архітектура Володимиро-Суздальського князівства характеризується багатством пластики білокам'яних споруд (палацовий ансамбль у Боголюбові, Успенський та Димитріївський собори у Владимирі). Архітектурі Новгорода притаманний суворий лаконізм величних форм (Георгіївський собор Юр'євого монастиря), невимушено мальовничі асиметрично викладені будівлі Пскова. Архітектура Давньої Русі вражає своєю правдивістю, ясним виявленням конструкції та просторової організації будівлі в її вигляді. Після перерви в архітектурному розвитку 1240—1290 рр., викликаної монголо-татарським нашестям, головними архітектурними центрами стають Новгород, Псков, Москва, своєрідно розвиваючи давньоруські традиції.
На основі староруського зодчества в 14—16 століттях на теренах сучасної України формуються і розвиваються: українська архітектура (Покровський собор у Харкові, 17 століття, ансамбль Львівського братства, 16—17 століття); москвинська, згодом, — російська архітектура (Московський Кремль, 15 століття, Василія Блаженного храм у Москві, 16 століття, Вознесіння церква в Коломенському, 16 століття); і архітектура Білорусі (замок у Мирі, 15 століття).
З об'єднанням російських земель під владою Москви складається єдина російська архітектурна школа. Ансамбль Московського Кремля став прообразом для Кремлів інших міст і послужив ядром радіально-кільцевої структури зростаючої Москви. Яскрава своєрідність притаманна типу шатрових храмів-веж, що склався в 16 столітті (церква Вознесіння в с. Коломенському, нині в межах Москви). Для російської архітектури 17 століття характерні різноманіття форм, святкова мальовничість. Поряд з кам'яною архітектурою велике місце займало дерев'яне зодчество, що досягло в 17-18 ст. високої досконалості (церкви Преображенська в Кижах, Успенська в с. Кондопога та ін.)

#### Визначні споруди
- Церква Одигітрії, м. Вязьма, Смоленська область
- Смоленський кремль
- Церква Вознесіння в с. Коломенському
- Храм Василія Блаженного у Москві
- Московський Кремль
- Кижі
- Богоявленська церква (Палтога), Росія

## Архітектура Відродження

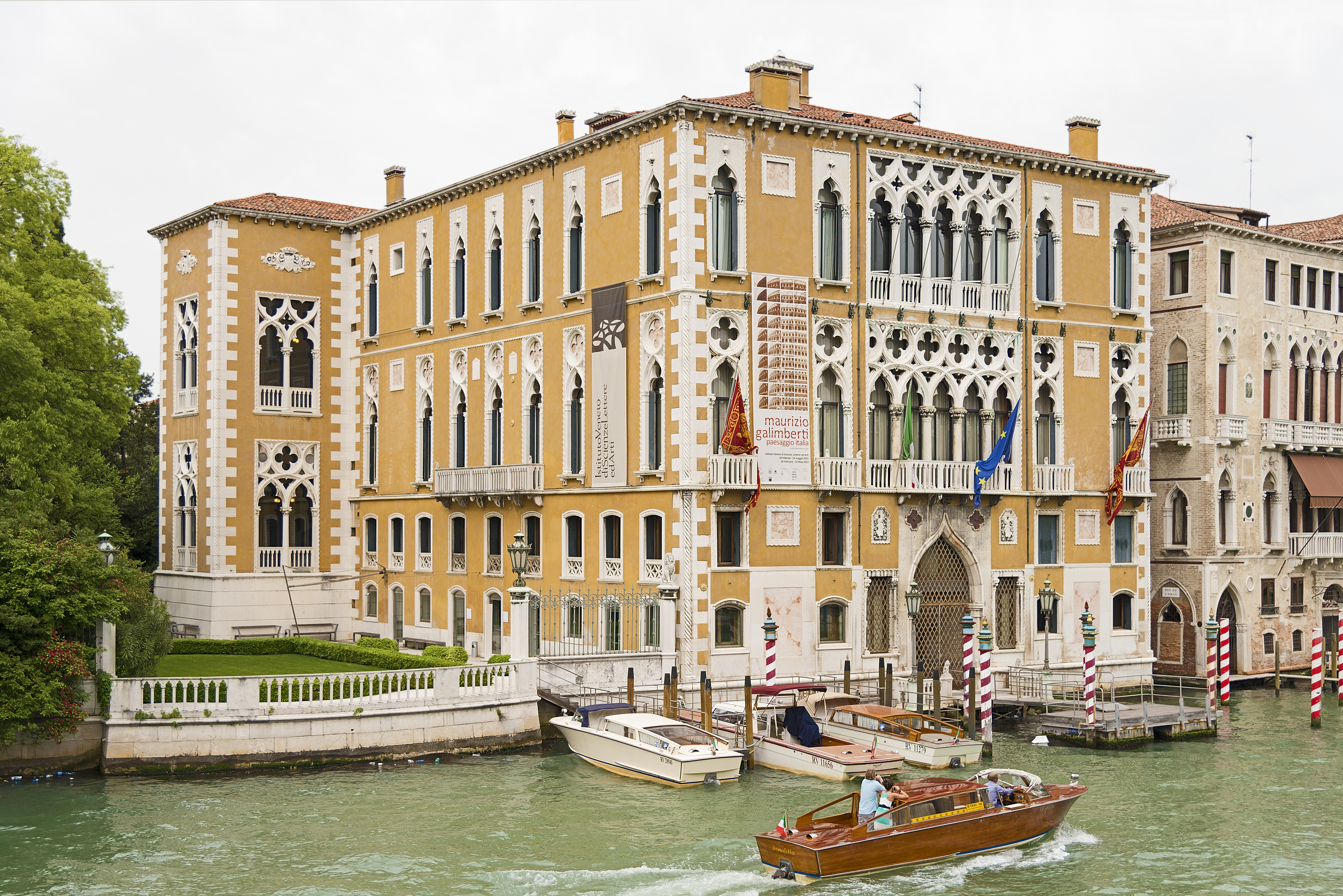
Палаццо Каваллі-Франкетті, Венеція

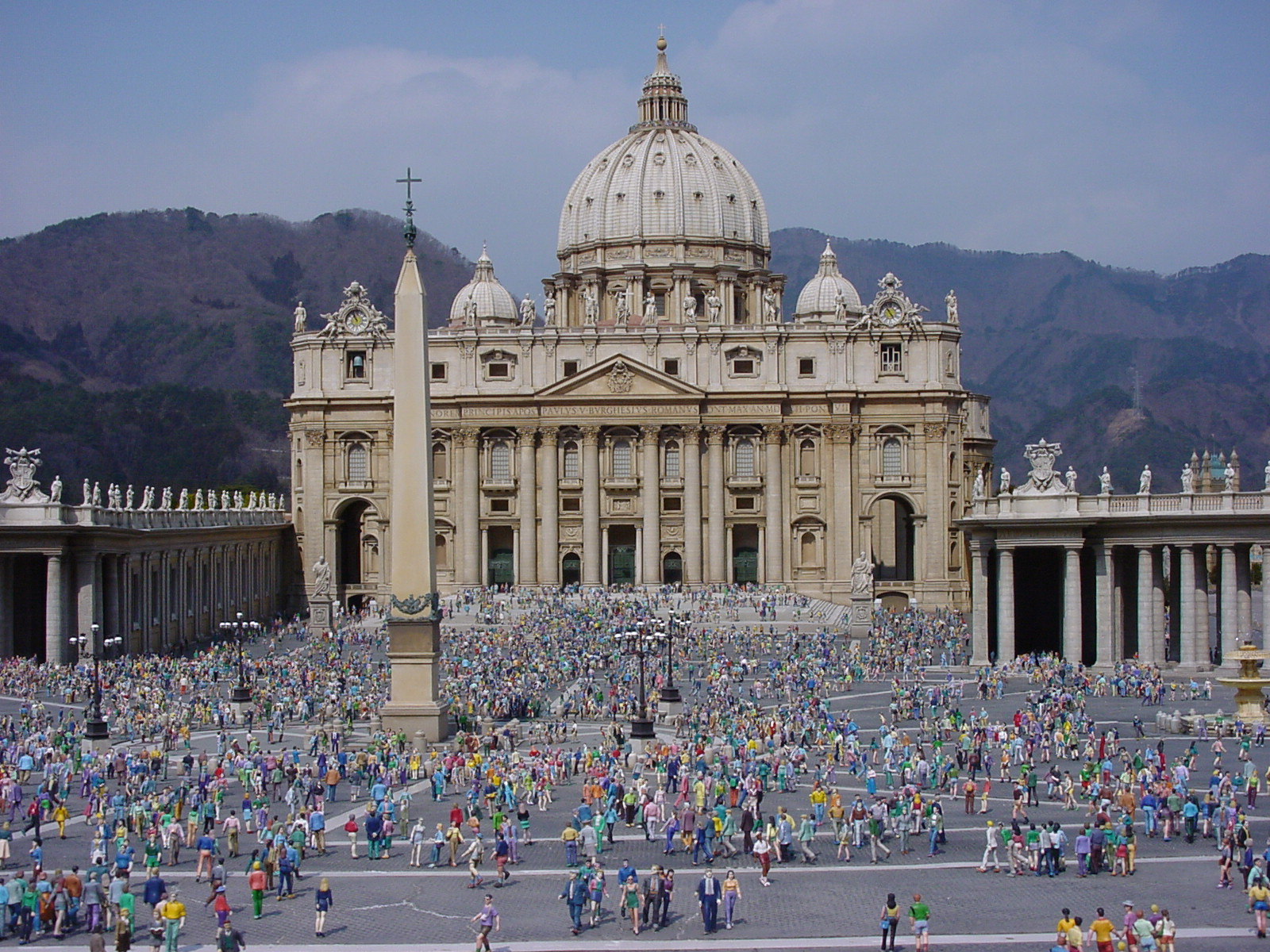
Собор Святого Петра в Римі (повнорозмірна копія на Tobu World Square)

Важливий етап розвитку архітектури як мистецтва пов'язаний з культурою Відродження, що виникла на початку 15 ст. в італійському місті Флоренція (Тоскана) і розвивалось в 15-16 ст. у багатьох країнах Західної та Центральної Європи. Соціально-економічних розвиток породив потужний культурний рух. Середньовічній релігійній ідеології було протиставлено гуманізм, який шукав взірців в давньоримській античній спадщині, що яскраво відбилося в архітектурі громадських будівель, палаців, заміських маєтків. Будівельника-ремісника змінює широко освічений спеціаліст-архітектор, що спирається на всі досягнення сучасної йому культури (Альберті Леон-Баттіста, Арістотель Фіораванті, Філарете).
Мимовільній асиметрії ансамблів, що здебільшого розвивалися поступово, були протиставлені чіткі, завершені геометричні системи як вираз вольового, організованого початку. Цей новий підхід до архітектури виражений в палаццо — типі будинку-палацу, в якому кожному елементу притаманна виражена закінченість, що виявляється і в зосередженості будівлі навколо замкнутого симетричного подвір'я, і в строгій симетрії фасаду. Італійські архітектори звертаються до ясної системи ордерів Стародавньої Греції: творчість Філіппо Брунеллескі, Л. Б. Альберта, Мікелоццо, Лучано Лаурани, Браманте, Мікеланджело. В епоху Відродження розвинулася й теорія архітектури, відомі трактати Л. Б. Альберта, Віньйоли, Палладіо. Архітектура Відродження за межами Італії була менш послідовна в подоланні середньовічної традиції і проходила складну тривалу еволюцію. У розвитку ж архітектури Відродження Італії прийнято виділяти три періоди: ранній (кінець 14—15 століття), високий (кінець 15-середина 16 століття) та пізній (середина — кінець 16 століття).

### Визначні споруди
- Ранній період  Базиліка Сан Спіріто, Оспедале дельї Інноченті, каплиця Пацці у Флоренції, архітектор Ф. Брунеллескі)
- високий період — Собор Святого Петра в Римі архітектора Д. Браманте
- пізній період  — вілла Ротонда у Віченці, архітектор Палладіо
- в Україні — Каплиця Боїмів у Львові.

## Архітектура бароко

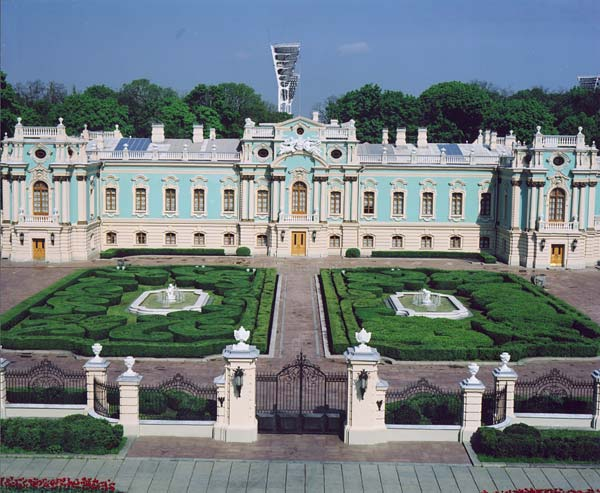
Маріїнський палац, Київ

Процеси рефеодалізації та контрреформації, пережиті Італією наприкінці 16 століття, різко змінили характер її архітектурного розвитку. Основними замовниками архітектури стають церква та дворянство, що вимагали яскраво емоційного обрамлення пишних, театралізованих церемоній — культових та світських відповідно. Логічність композицій архітектури Відродження, притаманну їй закінченість частин змінює бароко із характерними для нього складними системами злиття простору, розвиненою пластичністю обсягів, рясним застосуванням декоративної скульптури та ілюзіоністських ефектів живопису, здатних візуально руйнувати матеріальність стін та стелі.
В архітектурі бароко будівля тісно взаємопов'язана із навколишнім простором. Наприклад, собор та охоплена колонадою площа Святого Петра в Римі. Поряд з Італією (творчість Л. Берніні, Ф. Борроміні, Г. Гваріні) архітектура бароко широко поширилася в Німеччині, Австрії, Чехії. Вплив бароко Іспанії та Португалії в поєднанні з традиціями доколоніального періоду породило барочну архітектуру країн Латинської Америки, відзначену декоративною насиченістю.

#### Визначні споруди

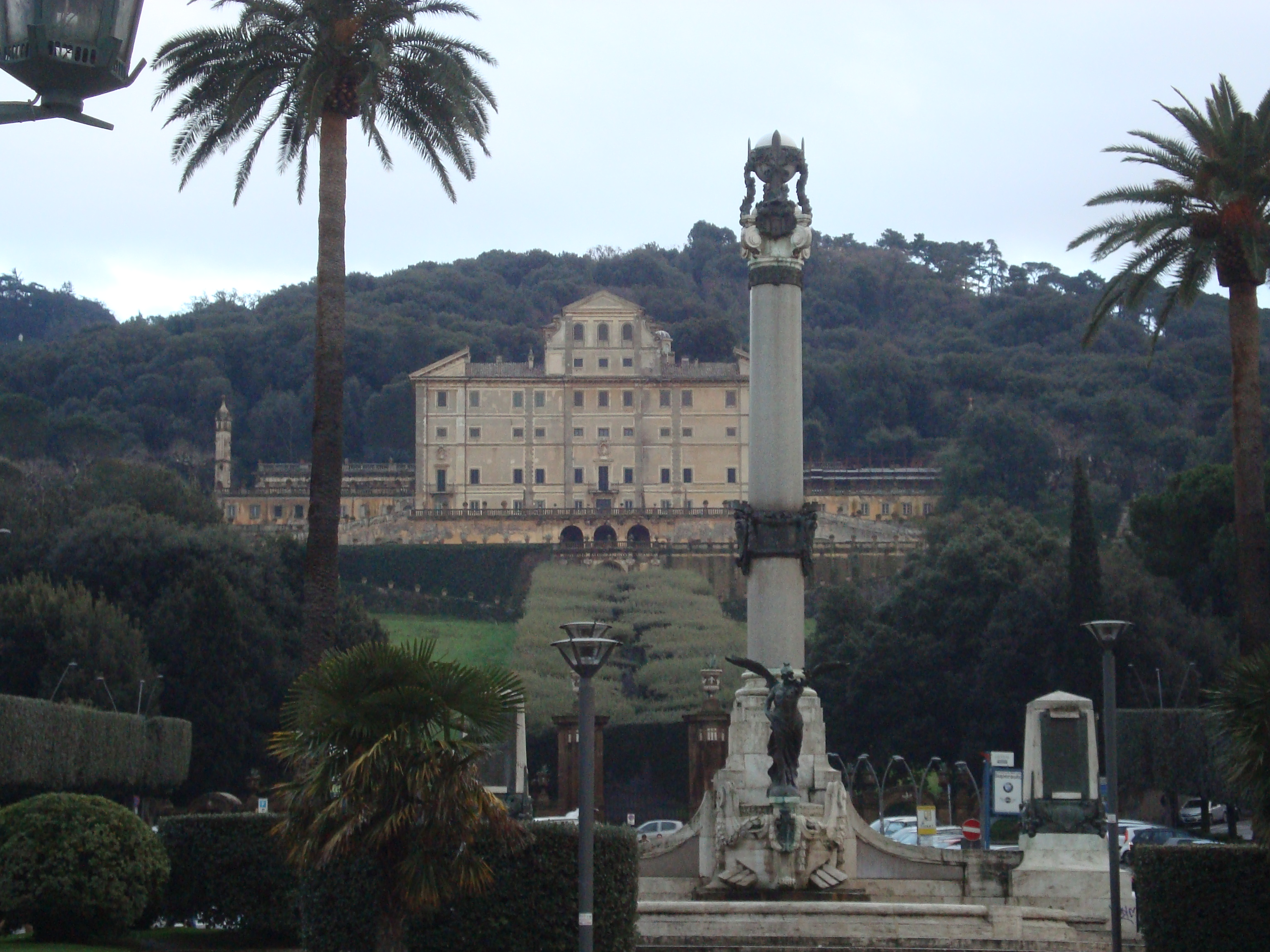
Вілла Альдобрандіні.

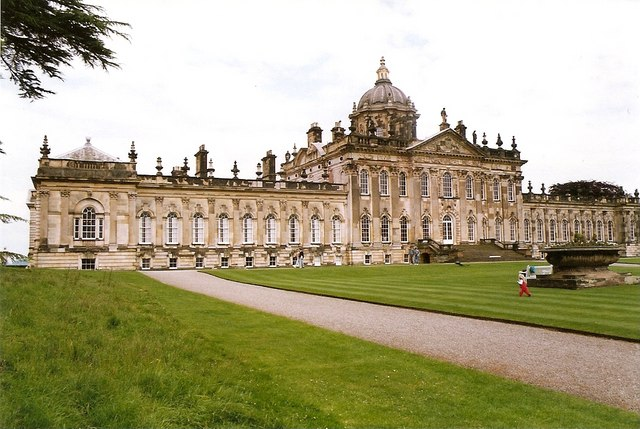
Замок Ховард. Британія.

- Італія, (палаццо Боргезе, палаццо Барберіні, Вілла Альдобрандіні, церква Санта Сусанна, Іль Джезу, церква Сан Карло алле Кватро Фонтане, церква Сант Андреа, церква Сант Іво, церква Санта Кроче ін Джерузалеме, церква Сант Аньєзе)
- Австрія (Монастир у Мельку, палац Шенбрунн у Відні, палац Бельведер,)
- Франція, Дім Інвалідів, Париж
- Іспанія, Собор Сантьяго де Компостела, Галісія,
- Британія (Чатсворт-хаус, Дербішир, Замок Ховард, Північний Йоркшир, замок Бленхейм,)
- Німеччина (Палац у місті Трір,
- Нідерланди (Руташа в Амстердамі, Хет Лоо,)
- Російська імперія(Зимовий палац, Смольний собор і монастир, Меншиковський палац (Оранієнбаум), Воронцовський палац (Петербург), Петергоф, палац в Царському Селі арх. Растеллі в Петербурзі
- Андріївська церква у Києві (18 століття, архітектор Растреллі)
- Україна (Маріїнський палац, Будинок митрополита, Київ,
- Палац Бесядецьких, Собор святого Юра у Львові, костел і монастир кармелітів босих у Бердичеві
- Чехія (Чернінський палац, Валдштейнський палац, Клементінум у місті Прага
- Чехія (Замки Ческі-Крумлов, Карлова Коруна у Хлумці (арх. Ян Блажей Сантіні Айхл), Вельтруси, Тройський замок, Кукс, Яромержице, Замок Мілотіце, Замок Плосковіце в Чехії
- Премонстрацький костел і монастир (арх. Ф. А. Пільграм) в Ясові, Університетський костел в місті Трнава, палац у Велько-Бієлє в Словаччині, Літній палац архієпископа в Братиславі
- Португалія, палац-монастир Мафра
- Польща, (Вілянівський палац Яна ІІІ Собеського, палац Сангушків (арх. Паоло Фонтана) в Любартові, палац Браницьких у Белостоку,
- Білорусь, Ружанський палац

### Архітектура класицизму
На основі архітектури Відродження розвивається також класицизм, який в 17 столітті поширився у Франції (ансамбль Версальського парку, арх. А. Ленотр та Ж.-А. Мансар), а з другої половини 18 століття стає панівним напрямом архітектури всіх європейських країн, а також Америки і Австралії. В 2-й половині 18 — 1-й половині 19 століття високого розвитку досягла архітектура російської архітектурної школи, яка відіграла значну роль у розвитку світової архітектури (творчість арх. В. І. Баженова, М. Ф. Козакова, І. Б. Старова, А. Д. Захарова, К. І. Россі та ін.).

## Архітектура Нової доби

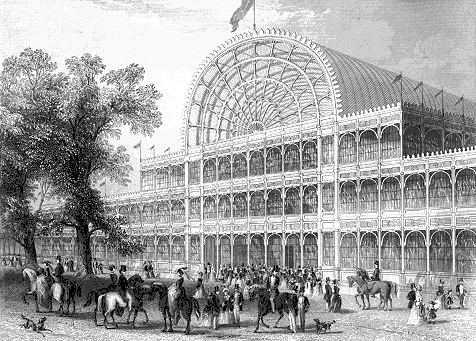
Кришталевий палац, Велика Британія

Розвиток капіталізму в 2-й пол. 19 — на початку 20 століття супроводився будівництвом багатоповерхових житлових, так званих «прибуткових будинків», різних промислових і транспортних споруд (заводів, елеваторів, вокзалів, ангарів, гаражів), нових за типом громадських споруд (театрів, музеїв, лікарень, лазень, шкіл), а також критих ринків, банків, бірж тощо. Інтенсивно, але хаотично забудовувалися міста з розкішними кварталами аристократії і жалюгідними робітничими околицями. Метал, скло і залізобетон, нові конструктивні системи для перекриття великих пройм та інші досягнення будівельної науки і техніки зумовили створення визначних споруд Франції (Ейфелева башта), Велика Британія (Кришталевий палац), Німеччини (вокзал у Гамбурзі), США (так звані хмарочоси) та ін.
Поряд з цим підпорядкування архітектури цілям наживи і поганим смакам буржуазії привело до еклектичного декорування будинків архітектурними елементами різних стилів, а згодом до появи вигадливого стилю модерн.
Еклектика в архітектурі (грец. eklego — вибираю) — неоднорідність художніх ознак, що проявлена в окремому об′єкті або ж в архітектурному ансамблі. У переломні періоди архітектурної історії, еклектика стає віддзеркаленням розладу поміж новими концепціями, новітнім змістом і застарілими архітектурними формами. Наприклад, архітектурна еклектика панувала у багатьох європейських країнах на зламі 19-20 ст. Творчий метод еклектизму (від грец. eklektikos — той, що обирає) ґрунтується на свідомому поєднанні різнорідних, органічно несумісних архітектурних елементів і деталей в одному творі.

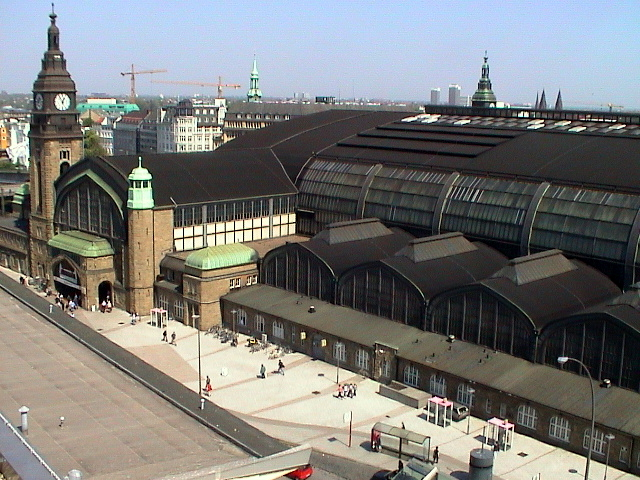
Вокзал у Гамбурзі, архт. Г. Маєр

У 20 ст. в багатьох країнах світу інтенсивно розвивається інженерно-будівельна наука, створюються нові конструкції — великоблочні, великопанельні, куполи-оболонки, а також розширюється індустріалізація будівництва (монтаж будинків з виготовлених на заводах елементів). Технічний прогрес і прагнення до практичної віддачі зумовили виникнення конструктивізму («Нова архітектура», функціоналізм) і так званої «органічної архітектури» (творчість Ле Корбюзьє у Франції, Г. Маєра в Німеччині, Ф. Райта в США та ін.).
Усі ці напрями архітектури дали ряд позитивних розв'язань технічних, функціональних і естетичних питань, але часто вони скочувалися до формалізму і космополітизму

## Соціалістична архітектура
Соціалістичний лад змінив умови розвитку архітектури, поставив її на службу народним масам.
В СРСР і країнах народної демократії будівництво спирається на єдині народногосподарські плани, на державні та кооперативні організації. Інтенсивне зростання народного господарства в країнах соціалістичного табору викликало бурхливий розвиток будівництва промислових, енергетичних і транспортних споруд.
У зв'язку з розвитком промисловості і зростанням міського населення широко розгорнулася реконструкція старих і будівництво нових міст (Комсомольськ на Амурі, Велике Запоріжжя, Нова Каховка, Ангарськ в СРСР, Нова Гута в Польщі, Острава-Поруба в Чехословаччині та ін.). Значно зріс благоустрій населених місць.
Особливого розвитку набуло житлове будівництво, а поряд з ним широко розгорнулося спорудження дитячих, навчальних, побутових, лікувальних, санаторних, культосвітніх, наукових, видовищних, спортивних та інших споруд. Соціалістичне с. г. створило сприятливі умови для планової реконструкції сіл, для забудови їх сучасними житловими будинками, дитячими садками, школами, лікарнями, клубами, господарськими спорудами тощо. Створення і розвиток будівельної індустрії зумовили перехід до індустріального будівництва, яке передбачає застосування уніфікованих типових елементів заводського виготовлення, прогресивних конструкцій (збірних залізобетонних, великоблочних, великопанельних, прокатних та ін.), комплексну механізацію будівництва, широке використання місцевих матеріалів і подальше здешевлення будівництва. А багаторічний досвід країн соціалістичного табору, особливо СРСР, виявився у створенні нових типів будівель і цілих населених пунктів, які своїм благоустроєм і архітектурою принципово відрізняються від будов капіталістичного періоду.
Мінусами було широке застосування методів дешевого типового будівництва (що стало частиною «типу» соціалістичної людини, як показано у фільмі «З легким паром!»), використання шкідливих матеріалів у будматеріалах, знищення архітектурних пам'ятників, особливо соборів та церков, чи перебудова їх під невиразні будинки соціального значення. Наприкінці 1980-х рр. житлово-будівничний комплекс СРСР фактично перейшов до кризового стану та зупинився у своєму розвитку.

## Доба постмодерну
Постмодерн архітектури почався як перший міжнародний стиль, приклади якого, як правило, перераховуються з 1950-х, і аж до кінця 1970-х. Він і зараз продовжує впливати на сучасну архітектуру. Постмодерн в архітектурі, як кажуть, сповістили про повернення «дотепності, орнаменту і довіднику[чого?]» до архітектури у відповідь на формалізм міжнародного стилю модернізму. Як і в багатьох культурних рухів, деякі з найяскравіших і найпомітніших ідей постмодернізму можна побачити в архітектурі. В функціональні і формалізовані форми і простору в модерністської стилі замінюються різних естетики: стилі стикаються, форма приймається заради, і нових способів перегляду знайомих стилів та простору предостатньо. Можливо, найочевидніше, архітектори заново виразну і символічну цінність архітектурних елементів і форм, які розвивалися протягом століть будівлі, які були залишені на сучасному стилі.
Впливові ранні приклади великомасштабних постмодерністської архітектури Майкл Грейвс Портленд Будівництво в Портленді, штат Орегон, і Філіп Джонсон Sony Building (спочатку AT & T Building) в Нью-Йорку, яка запозичує елементи і посилання з минулого і знову вводить колір і символіку, щоб архітектура грала.
Постмодерн архітектура також була описана як неоеклектична, де посилання і орнамент повернулися на фасаді, замінивши агресивні сучасні стилі без орнаменту. Ця еклектика часто поєднується з використанням неортогональних кутів і незвичайних поверхонь, найвідоміший в Державній галереї Штутгарта по Джеймс Стірлінг і площі d'Italia на Чарльза Мура. Шотландський парламент в Единбурзі також було процитовано як постмодерністський.
Модерні архітектори можуть розглядати постмодерністські будівлі як вульгарні, пов'язані з популістською етикою, і обмінюватися ними елементи дизайну торгових центрів, метушню з «GEW-Gaws». Постмодерн архітектори можуть розглядати багато сучасних будівель як бездушні і м'які, надто спрощені і абстрактні. Цей контраст був прикладом у зіставленні «білих» проти «сірих», в якій «білі» були, прагнучих продовжити (або відродити) пуризм і ясність модерністської традиції, в той час як «сірі» обіймали багатогранніше культурне бачення, як-от в заяві Роберта Вентури «чорний або білий» погляд на світ модернізму на користь «чорно-білий, а іноді і сірий». Розбіжність у думках зводиться до різниці в цілі: модернізм корениться в мінімальній і істинній меті використання матеріалу, а також відсутності орнаменту, в той час як постмодернізм є відмовою від строгих правил, встановлених початку модерну і прагне виразитись у використанні будівельних технологій, форм і стилістичних посилань.
Однією з форм будівлі, яка символізує вишукуваність постмодернізму, є традиційний двосхилий дах, замість знакових плоских дахів модернізму. Пролити воду від центру будівлі, така форма даху завжди служила функціональному призначенню в кліматі з дощем і снігом і була логічним способом досягнення великих прольотів з коротших конструктивних елементів (це були, врешті-решт, «машини для житла», згідно LeCorbusier, і машини зазвичай не мають загострених дахів). Проте власні модерністські корені постмодернізму з'являються в деяких з примітних прикладів «відновлених» дахів. Наприклад, Роберта Вентурі ламає фронтон всередині, заперечуючи функціональність формі, і Філіпа Джонсона 1001 Fifth Avenue в Манхеттені рекламує мансардним форму даху як явно плоску. Ще однією альтернативою став перебільшений традиційний дах, що привертав ще більше уваги, як, коли Кальман МакКіннелла & Wood 'и Американська академія мистецтв і наук в Кембриджі, штат Массачусетс.

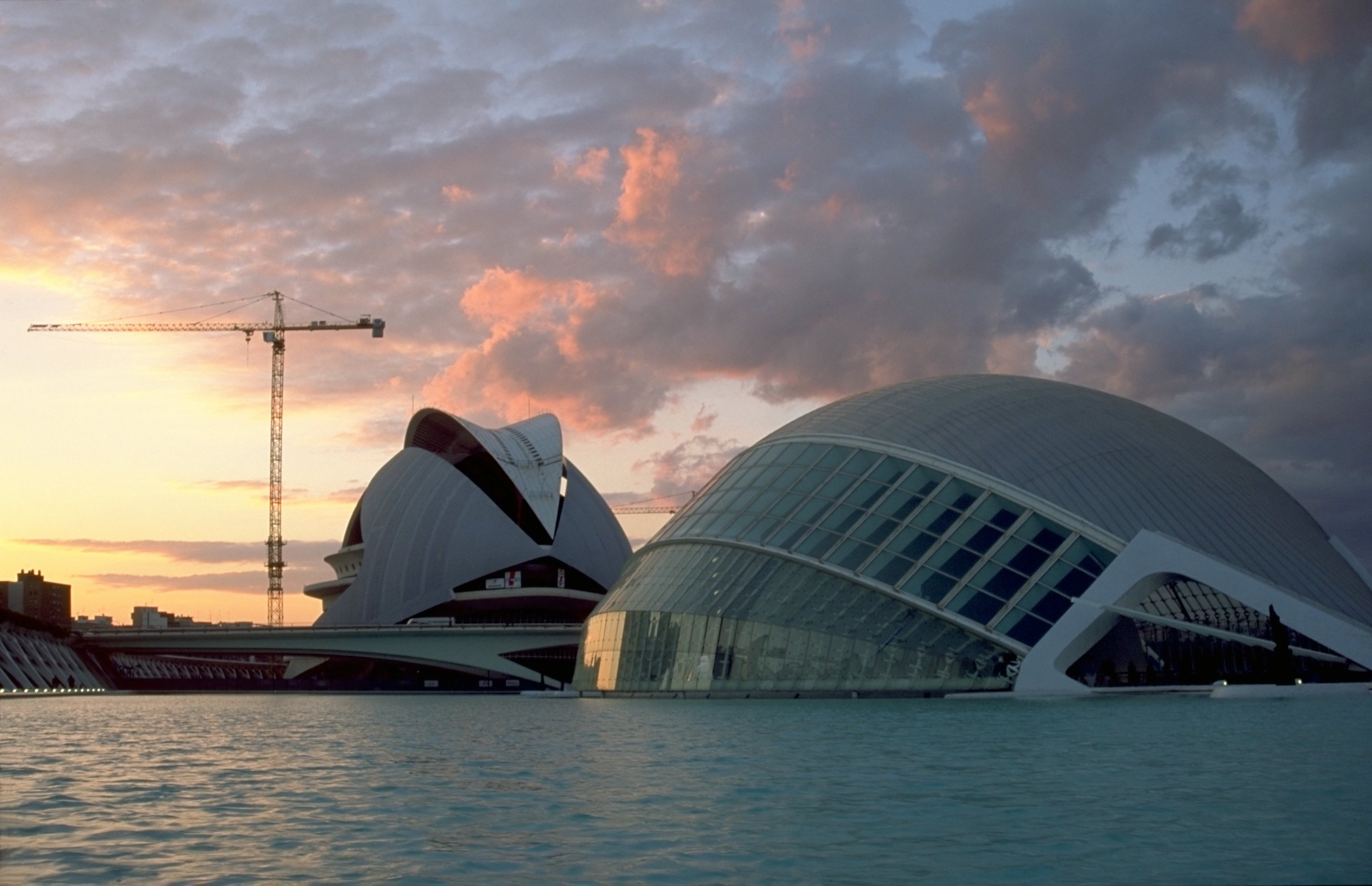
Іспанія, м. Валенсія, містечко Мистецтв і Наук.

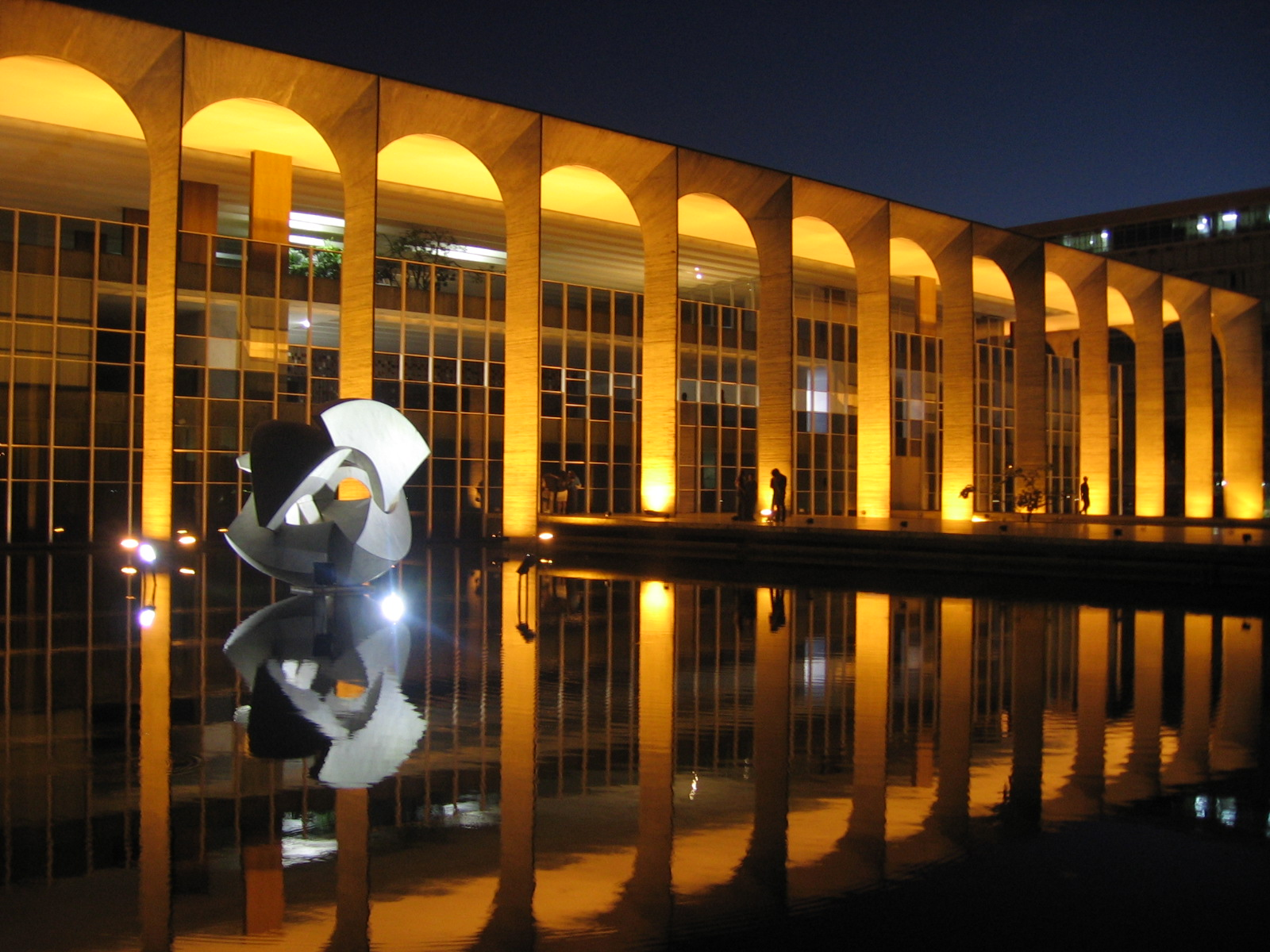
м. Бразиліа.
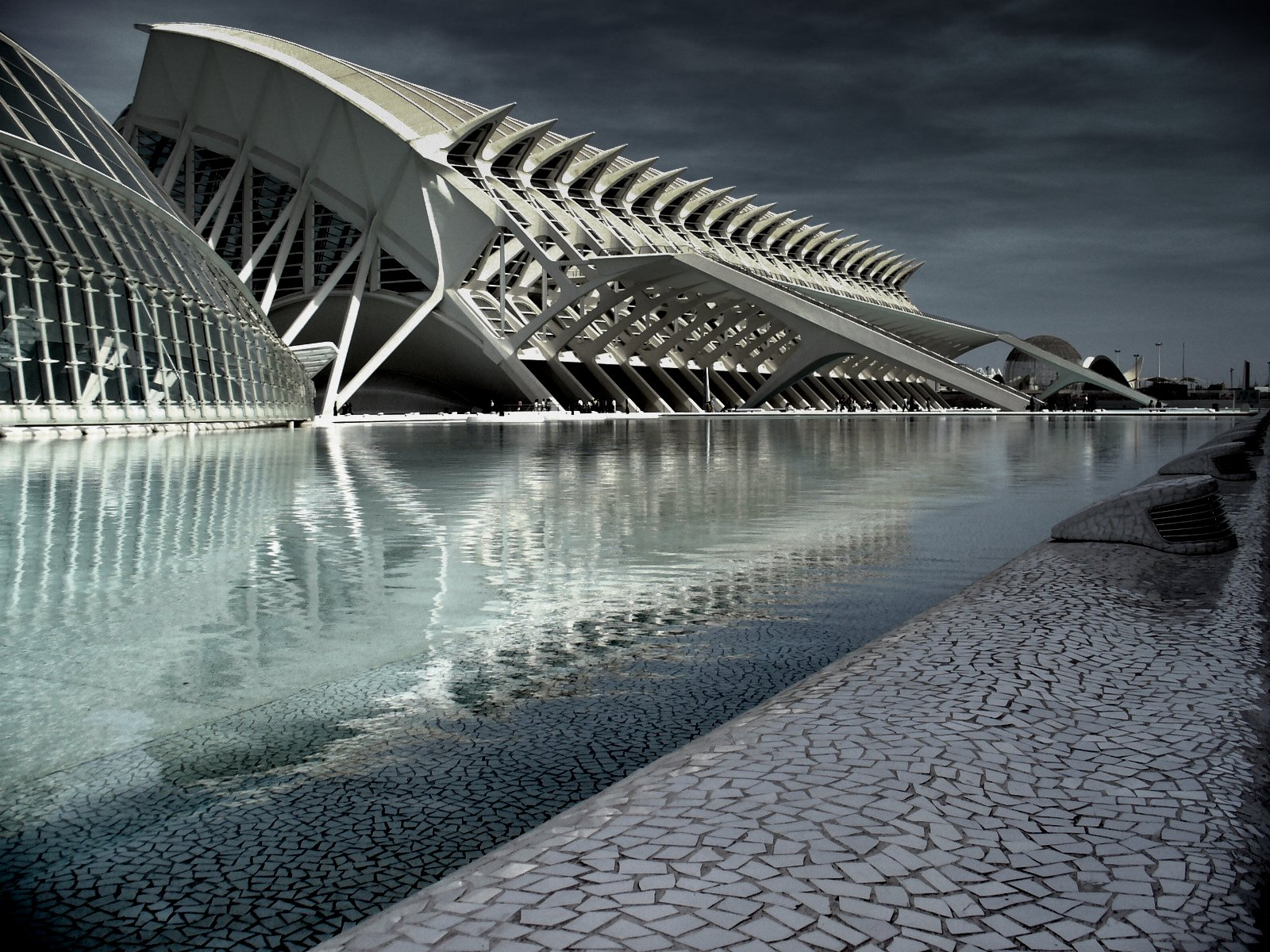
м. Валенсія, містечко Мистецтв і Наук.
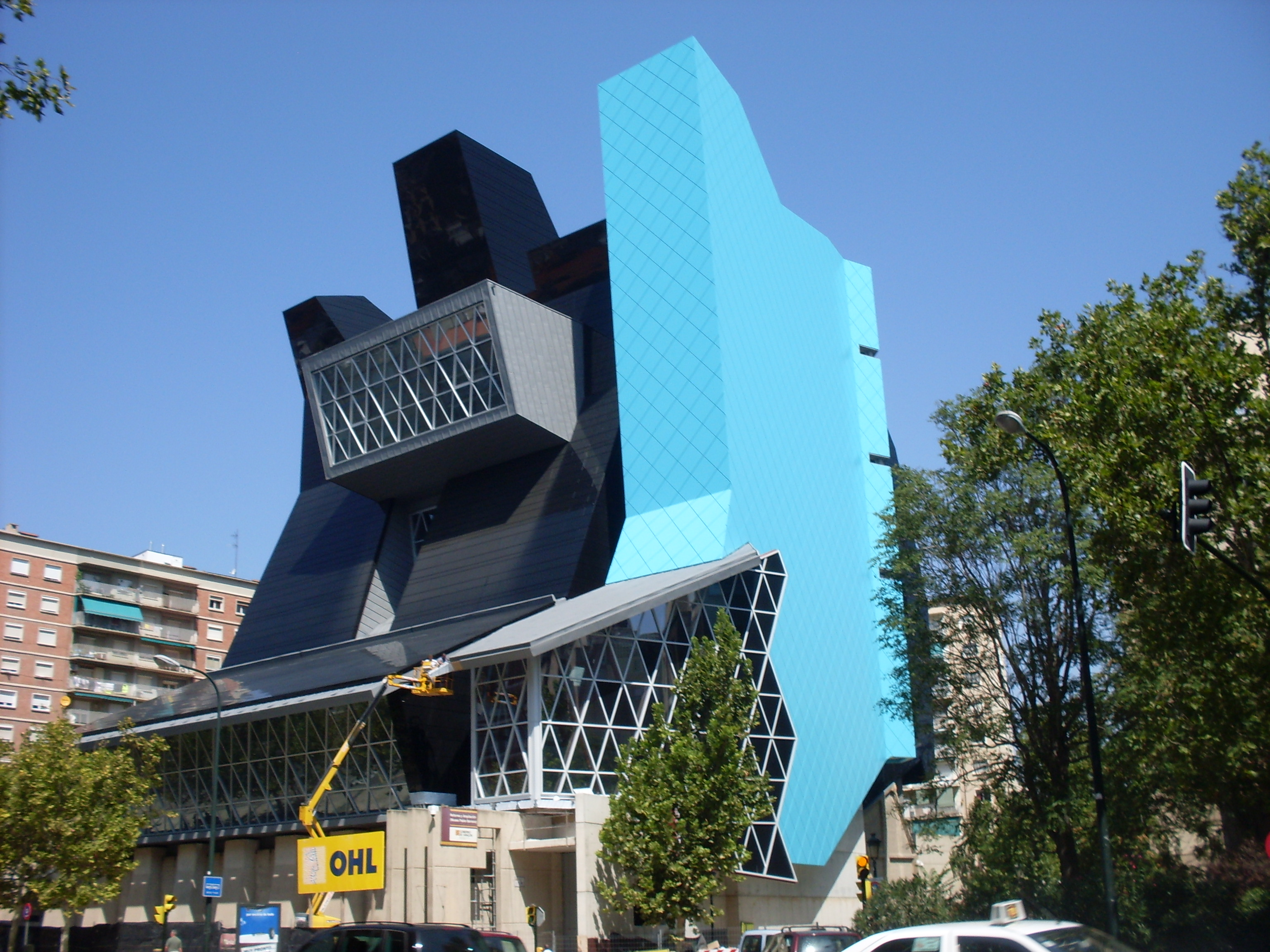
Музей Пабло Серрано, м. Сарагоса, Іспанія
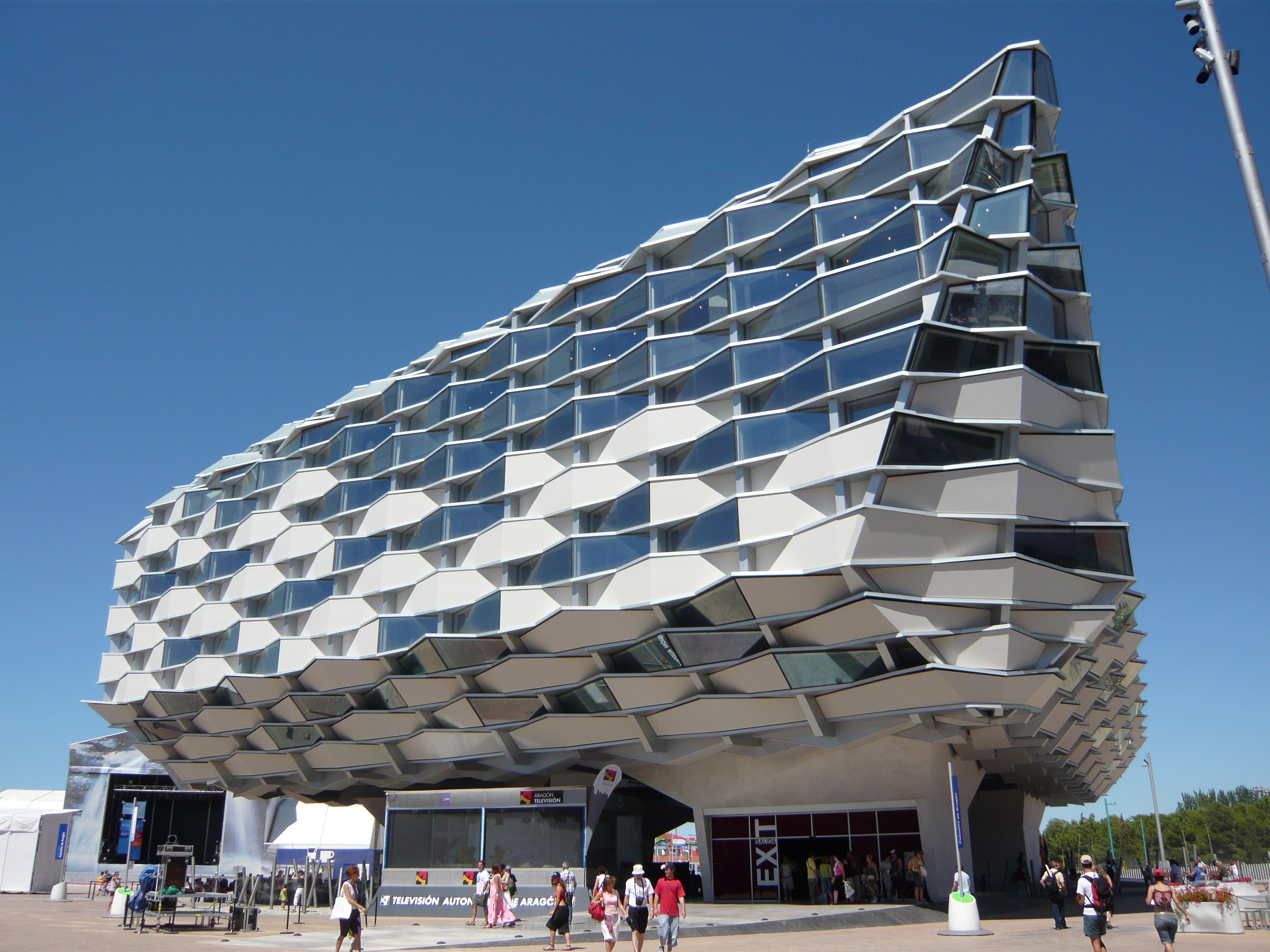
Виставковий павільйон Арагону, 2008р.м. Сарагоса, Іспанія

## Дослідження історії архітектури
В науці склався дуалізм поглядів на історико-архітектурний процес: для одних вчених світова історія архітектури є процесом загальносвітовим, еволюційним, таким, що розвивається лінійно у часі (всесвітня історія); для інших — світова історія архітектури є процесом дискретним і циклічним, де кожна з культур проходить локальний історичний шлях за певними, єдиними для всіх культур, стадіями становлення (історія культур).
Методи дослідження архітектурних явищ та об'єктів сформувались в світовій науці в період поч. 19 — перш. полов. 20 ст., і на сьогодні актуальними є два антогоністичні методи наукового вивчення архітектури (формальний та змістовний), та палітра перехідних між цими полюсами методів.

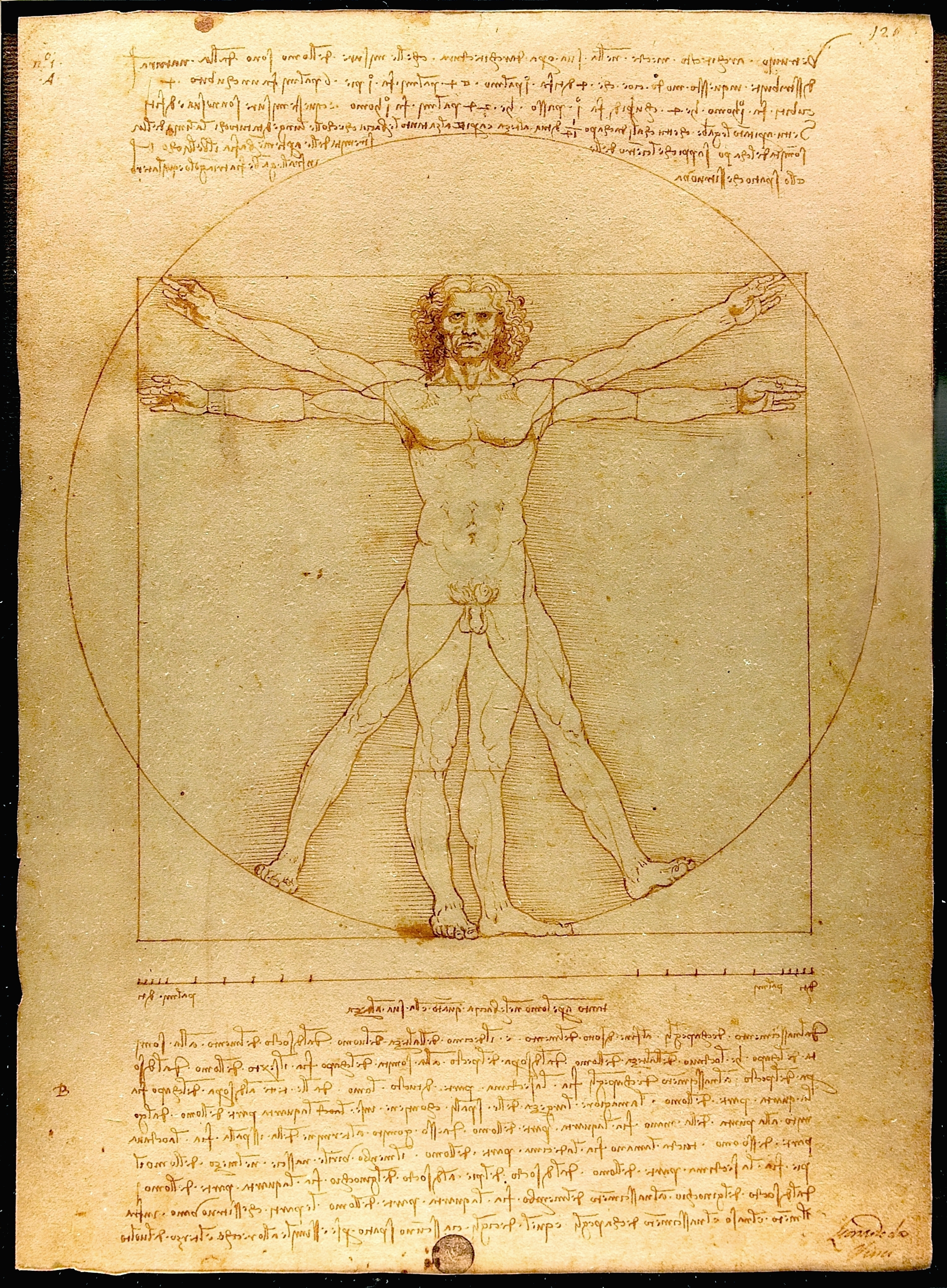
Пропорції краси та гармонії за Вітрувієм, Леонардо да Вінчі

На думку київської дослідниці і викладачки світової історії архітектури Олени Горбик, «процес історичного становлення стильової архітектури має магістральне русло, від якого походять окремі лінії („притоки“) стильових культур та до якого приживлюються інокультурні утворення. Але таке магістрально-еволюційне стилестановлення стосується архітектури елітарно-владної, монументальної — стиль виявляється там, де було програмне зодчество, планувальна проєктна традиція. А одночасно та паралельно магістральній лінії розвитку стильової історії архітектури існує пласт архітектурних явищ традиційного народного зодчества. По суті, ми говоримо про „різнокорінну“ архітектуру — таку, основою якої є усвідомлюваний програмний культурний зміст (де істинним архітектором є проєктант — жрець, філософ, артист — особа культурно ініційована, ознайомлена з історико-культурним досвідом та актуальним сучасним культурним знанням), та про архітектуру утилітарну, не-історичну та надстильову (де архітектурна форма утворюється природно, „самостроєм“, як раковина виростає на тілі молюска — сформована дією природних обставин та функціонуванням організму). Таким чином, ми можемо стверджувати про діалектичну єдність в процесі історичного архітектурного становлення лінійно-еволюційного зодчества та регіонально-традиційного народного зодчества, яке переважно перебуває поза історичним культурним стилестановчим процесом. В сучасності, як, втім, й історично, проявом останнього є масова прагматично-утилітарна архітектура, а першого — авторська елітарна формалістична».

## Нагороди у галузі архітектури
- Прітцкерівська премія (аналог Нобелівської в галузі архітектури).[10]
- Премія Стерлінга — найпрестижніша премія в галузі архітектури в Європі.[11]
- Премія Ага Хана[en] — премія для підтримки проєктів, що втілюють цінності мусульманського світу, демонструють його ідеали і досягнення. Нагорода присуджується раз на три роки.[12]